# The Voice (телешоу, США)
«Голос» (The Voice) — американское вокальное телевизионное шоу, транслируемое на NBC. Является американской версией формата телевизионного вокального конкурса The Voice, предложенного голландским продюсером Джоном де Молем. Премьера первого сезона состоялась 26 апреля 2011 года (в весеннюю часть ТВ сезона), но с выходом третьего сезона 10 сентября 2012 года проект стал круглогодичным. На протяжении уже 28 сезонов основной целью проекта является поиск новых вокальных талантов (сольных исполнителей и дуэтов, профессионалов и любителей) в возрасте от 13 лет.
Победитель в каждом сезоне определяется прямым телевизионным зрительским голосованием посредством звонков, Интернет−голосования, СМС-сообщений и сервиса iTunes. Победивший участник получает приз в размере $100 000 и контракт со звукозаписывающим лейблом Universal Music Group. На данный момент победителями проекта являются 27 вокалистов: Хавьер Колон, Джермейн Пол, Кэсседи Поуп, Даниель Бредбери, Тессанни Чин, Джош Кауфман, Крейг Уэйн Бойд, Сойер Фредерикс, Джордан Смит, Элисон Портер, Сандэнс Хэд, Крис Блу, Хлоя Кохански, Бринн Картелли, Шевел Шеперд, Мэйлин Джармон, Джейк Хут, Тодд Тилман, Картер Рубин, Кэм Энтони, "Девушка по имени Том", Брайс Летервуд, Джина Майлз, Хантли, Эшер ХэВон, Софронио Васкез и Адам Дэвид.
Центральными фигурами проекта являются четыре Наставника, которые формируют свои команды. В оригинальный состав Наставников входили: Адам Левин, Си Ло Грин, Кристина Агилера и Блейк Шелтон. В будущем двадцать восьмом сезоне, Наставниками станут Майкл Бубле, Риба Макинтайр, Найл Хоран и Snoop Dogg. Другими наставниками в разные годы становились Шакира, Ашер, Гвен Стефани, Фаррелл Уильямс, Майли Сайрус, Алиша Киз, Дженнифер Хадсон, Келли Кларксон, Джон Ледженд, Ник Джонас, Ариана Гранде, Камила Кабельо, Chance the Rapper, Dan + Shay и Келси Баллерини; Келси Баллерини  В 15-м сезоне была представлена как закадровый пятый наставник для участников этапа «Камбэк». Биби Рекса была наставницей этапа «Камбэк» в 16-м сезоне.

## Формат
В декабре 2010 года руководство NBC анонсировало проект под названием «The Voice of America» («Голос Америки») как адаптацию оригинального нидерландского формата «The Voice of Holland». Однако чуть позже название было сокращено, просто «The Voice» (название «Голос Америки» уже использовалось правительством США для зарубежной сетки радиовещания). В каждом сезоне победитель получает $100 000 и контракт со звукозаписывающим лейблом 'Universal Republic Records' (в 1−2 сезонах) или 'Universal Music Group' (с 3-го сезона).

## Этапы проекта
Слепые прослушивания
Каждый сезон начинается с этапа Слепых прослушиваний, во время которого наставники формируют свои команды. Размер команды каждого наставника ограничен: 8 участников в 1 сезоне, 12 участников во 2, 4-17, 21 сезонах, 16 участников − в 3 сезоне, 10 участников – в 18–20 и в 23 сезонах, 14 участников – в 22 и 24 сезонах. Во время исполнения песни участником наставники располагаются перед сценой в креслах спиной к исполнителю, таким образом слыша его голос, но не видя его самого. Любой из наставников во время исполнения может нажать кнопку «I WANT YOU» («Я выбираю тебя»), означающую, что данный наставник готов принять данного участника в свою команду — тогда его кресло разворачивается лицом к участнику. Если кнопку выбора нажали двое или более наставников — участник имеет право выбрать любого из них. Если кнопку выбора за время исполнения номера не нажал ни один из наставников — участник выбывает из шоу.
В 14-м сезоне в этапе добавлен новый элемент − «Блок», который даёт право каждому наставнику заблокировать любого другого (что не позволит участнику выбрать команду заблокированного наставника), но лишь один раз за сезон.
Поединки
Каждый наставник разбивает свою команду на несколько дуэтов. По результатам исполнения наставник выбирает, кто в данном дуэте выбывает из шоу. В каждом сезоне наставники приглашают на этап Поединки знаменитых исполнителей в качестве советников для помощи в подготовке дуэтов.
С 3-го сезона каждый наставник имеет «право на спасение» участника, который выбывает на данном этапе из команды другого наставника. Каждый наставник может «спасти» только двух участников за этап.
С 17-го сезона введено правило, позволяющее «сохранить» участника в своей команде, т.е. пропустить двух участников поединка в Нокауты. Если несколько наставников нажимают на кнопку, тем самым «спасая»/«сохраняя» его, то участник имеет право выбрать Наставника.
В 23-м сезоне «сохранение» заменено на «пропуск в прямые эфиры», право, которое позволяет пропустить проигравшего в Поединка участника сразу в прямые эфиры, минуя Нокауты.
С 24-го сезона «сохранение» отменено, теперь у каждого Наставника есть два права спасти выбывающего участника из другой команды.
Нокауты (3-5, 7-15, и с 17 сезона)
Этап был введён в 3-м сезоне. Каждый наставник разбивает свою команду на несколько пар, в каждой из которых участники исполнят по сольной песне. Вокалисты сами выбирают песни для своего выступления, но продолжают получать помощь и советы своих наставников. После выступления обоих участников пары наставник решает, кто из них пройдёт дальше.
Начиная с 5-го сезона, каждый наставник может «спасти» одного выбывающего вокалиста из другой команды.
В 14 и 15 сезонах каждый наставник получает право на «спасение» одного выбывающего участника из своей команды. (Но если случится так, что на кнопки спасения нажмут и наставник этого участника, и другой/другие наставники, то данный вокалист сможет выбрать, в чьей команде продолжить участие в проекте).
С 18 по 20 сезоны, участники, которые были сохранены после Поединков – участвовали в четырёхстороннем Нокауте, по итогу которого лишь один участник оставался в проекте.
Поединки. Раунд 2 (6 сезон)
Этап был введён в 6-м сезоне вместо «Нокаутов». Правила этапа были абсолютно схожи с правилами «Нокаутов», за исключением того, что на этом этапе к командам всех четырёх наставников присоединялся один знаменитый исполнитель для помощи в подготовке к выступлениям. Это правило было перенесено на «Нокауты», начиная с 7-го сезона, когда они заменили второй раунд «Поединков».
Кросс-поединки (16 сезон)
В 16-м сезоне раунд Нокаутов был заменён на «Кросс-поединки». В отличие от Нокаутов, Кросс-поединки проходили в прямом эфире, вокалисты боролись в личных поединках с представителями других команд. Зрители прямым голосованием выбирали победителя, а проигравшего мог спасти свой или один из других Наставников, а также Наставник этапа «Камбэк», иначе он выбывал из проекта. Но раунд получил невнятную реакцию зрителей, и в 17-м сезоне Нокауты вновь будут возвращены.
Прямые эфиры
На этом этапе каждый вокалист выступает на еженедельных прямых эфирах, после каждого из которых круг претендентов на победу в проекте сужается. Следующие правила действовали в 1-2 сезонах. В ранних прямых эфирах наставник мог спасти одного участника, не прошедшего дальше по результатам зрительского голосования. Во 2-м сезоне такие участники получили «второй шанс» и выступили с ещё одной сольной песней. Но в полуфинале голоса наставника и зрителей оказались равны (по 100 %). В финал проходило по одному участнику от команды каждого наставника, где судьбы вокалистов решали только зрители. Однако в 3-м сезоне правила прямых эфиров серьёзно изменились. «Межкомандные рамки» снимаются, и каждый участник теперь борется за себя. Ни одному наставнику не гарантировано представительство его команды в финале хотя бы одним вокалистом. Только зрители решают судьбу конкурсантов.

### Камбэк
В 15-м сезоне был введён новый специальный этап «Камбэк», эксклюзивный для просмотра в мобильном приложении «The Voice», на YouTube-канале проекта, на страницах шоу в социальных сетях Facebook, Twitter, на канале «The Voice» в Instagram TV и на официальном сайте проекта NBC.com. Первоначально (в 15-м сезоне) специально приглашённый пятый Наставник выбирал шестерых вокалистов, не прошедших этап «Слепые прослушивания», но затем правила видоизменились, и этап «Камбэк» проходит следующим образом.
Начиная с 16-го сезона пятый Наставник сначала выбирает шестерых вокалистов, не прошедших Слепые прослушивания (как и в 15-м сезоне). Затем в раунде Поединки Наставник разбивает свою шестёрку на три пары, в каждой из которых участник исполняет песню сольно; после двух выступлений Наставник решает, кто из пары проходит дальше (после Поединков в этой команде остаётся три участника).
Перед раундом Нокаутов пятый Наставник выбирает дополнительно трёх вокалистов, выбывших в основной части проекта на этапе «Поединки». Вновь образовавшуюся шестёрку участников Наставник ещё раз разбивает на три пары, из каждой дальше проходит лишь один вокалист (после раунда Нокаутов в этой команде вновь остаётся три участника).
В полуфинальном раунде каждый из трёх оставшихся участников исполняет одну песню сольно, два вокалиста проходят дальше. К концу финального раунда этапа «Камбэк» в команде пятого Наставника останется один вокалист, к которому присоединится ещё один участник, выбывший в основной части проекта на этапе «Кросс-поединков». Эти два вокалиста и получат возможность выступить в основной части проекта, в прямом эфире этапа «Плей-офф» и поборются за одно место в Топ 13.

## Наставники и ведущие

### Наставники

Наставники
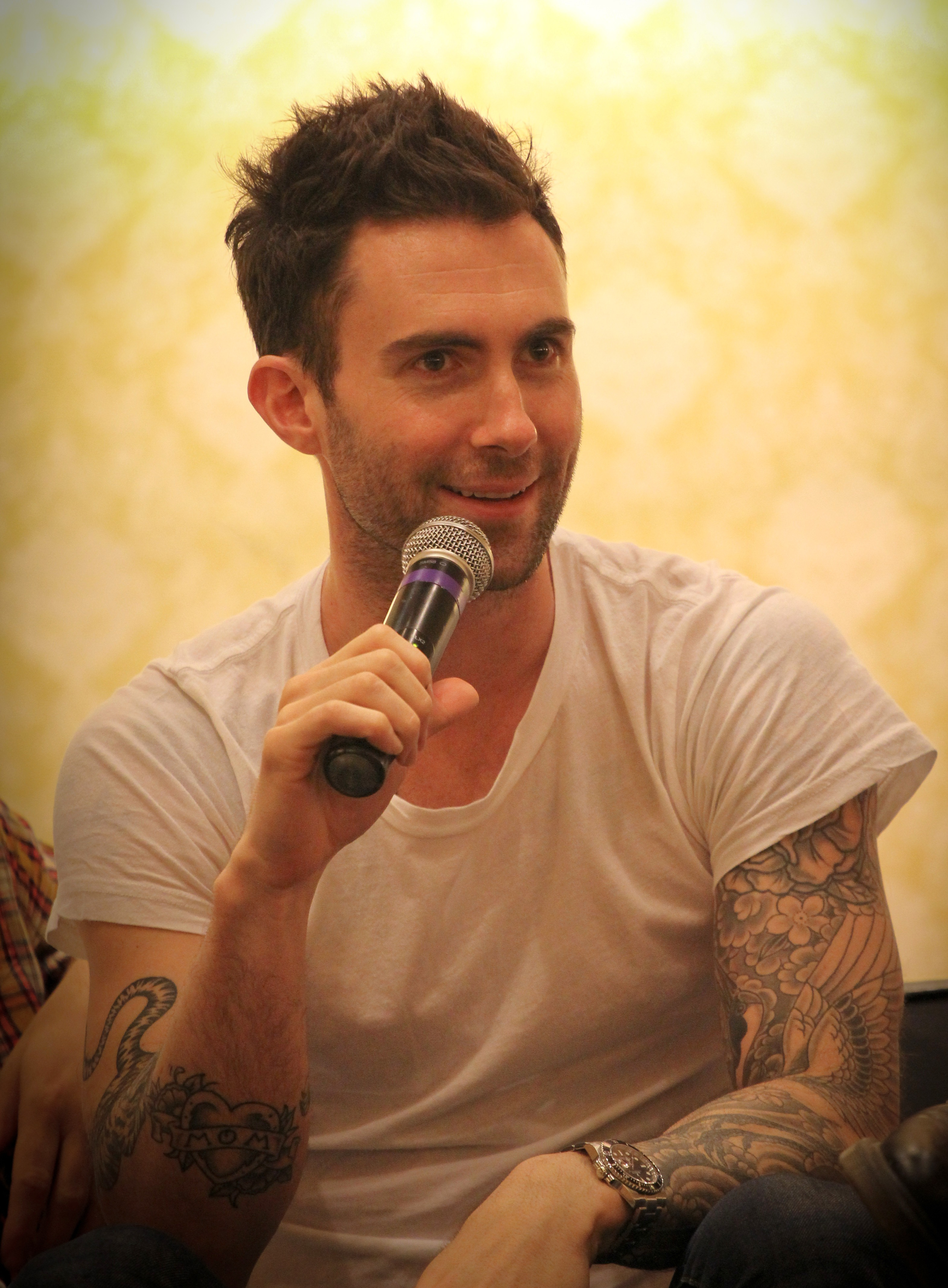
Адам Левин (2011—2019, 2025, вернётся в 2026)
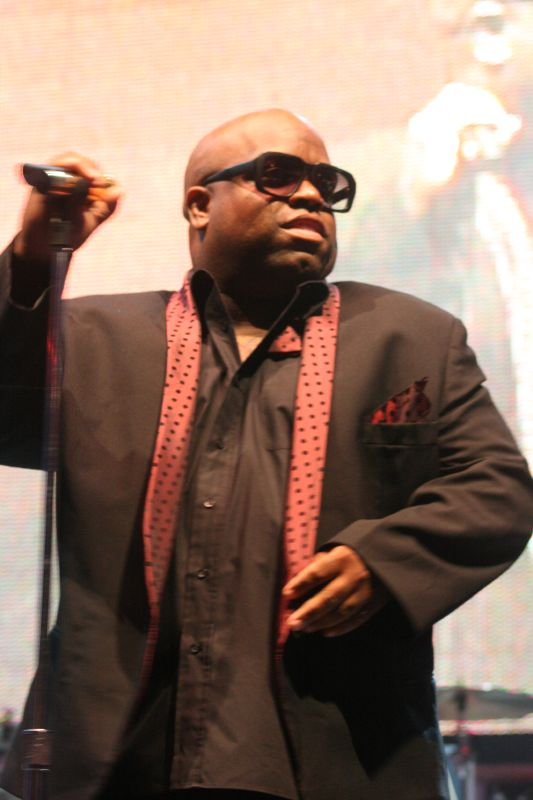
Си Ло Грин (2011—2013)
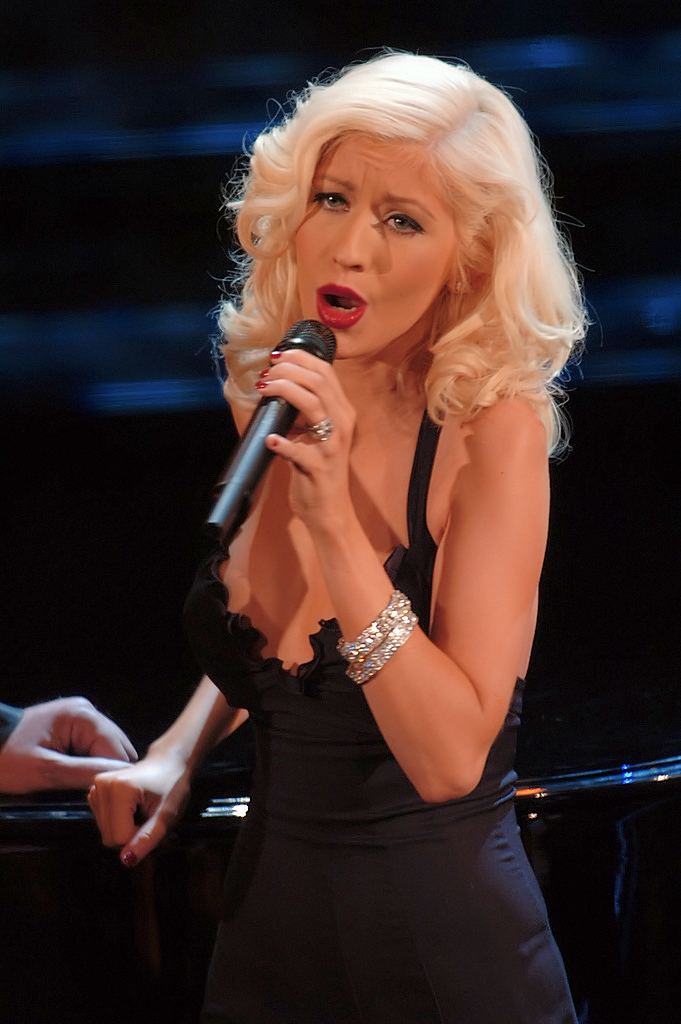
Кристина Агилера (2011—2013, 2015—2016)
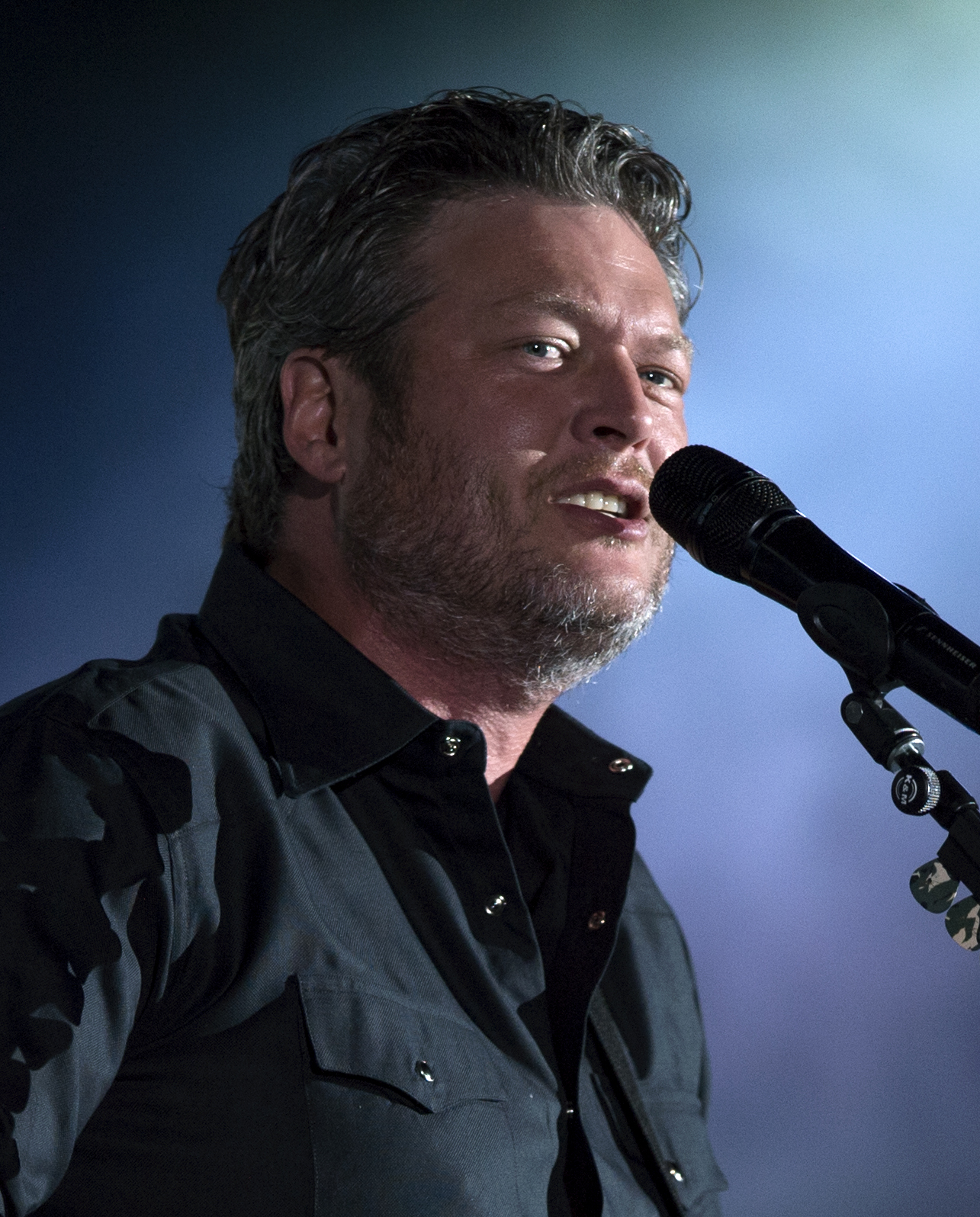
Блейк Шелтон (2011—2023)
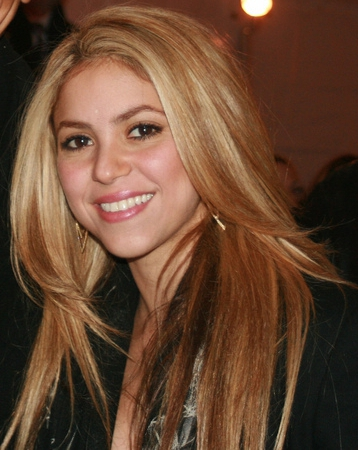
Шакира (2013—2014)
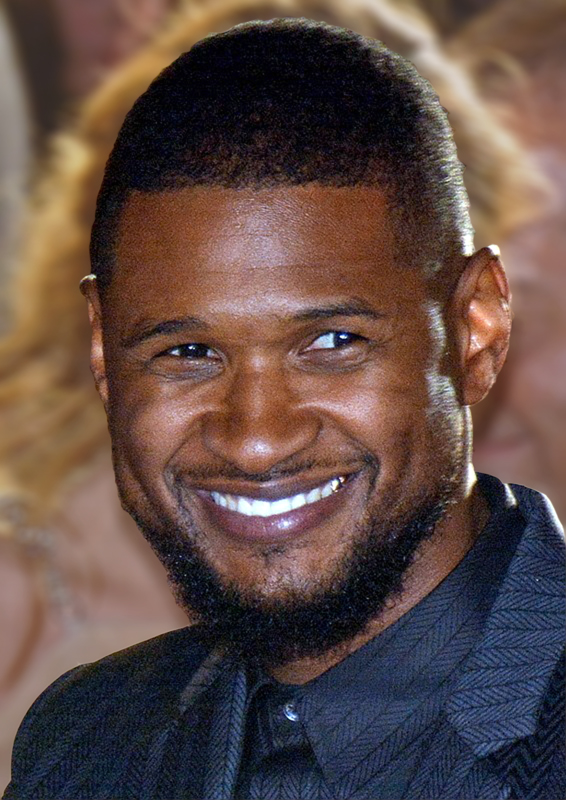
Ашер (2013—2014)
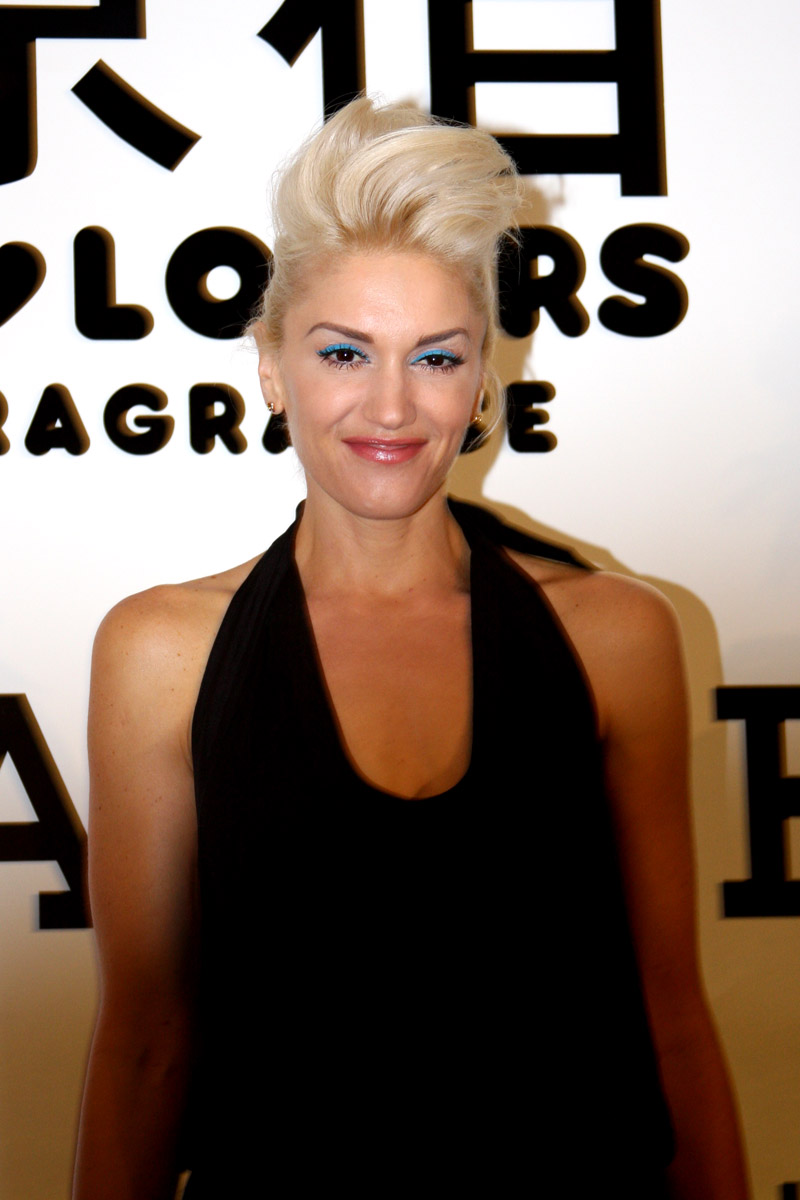
Гвен Стефани (2014—2015, 2017, 2019—2020, 2022—2024)
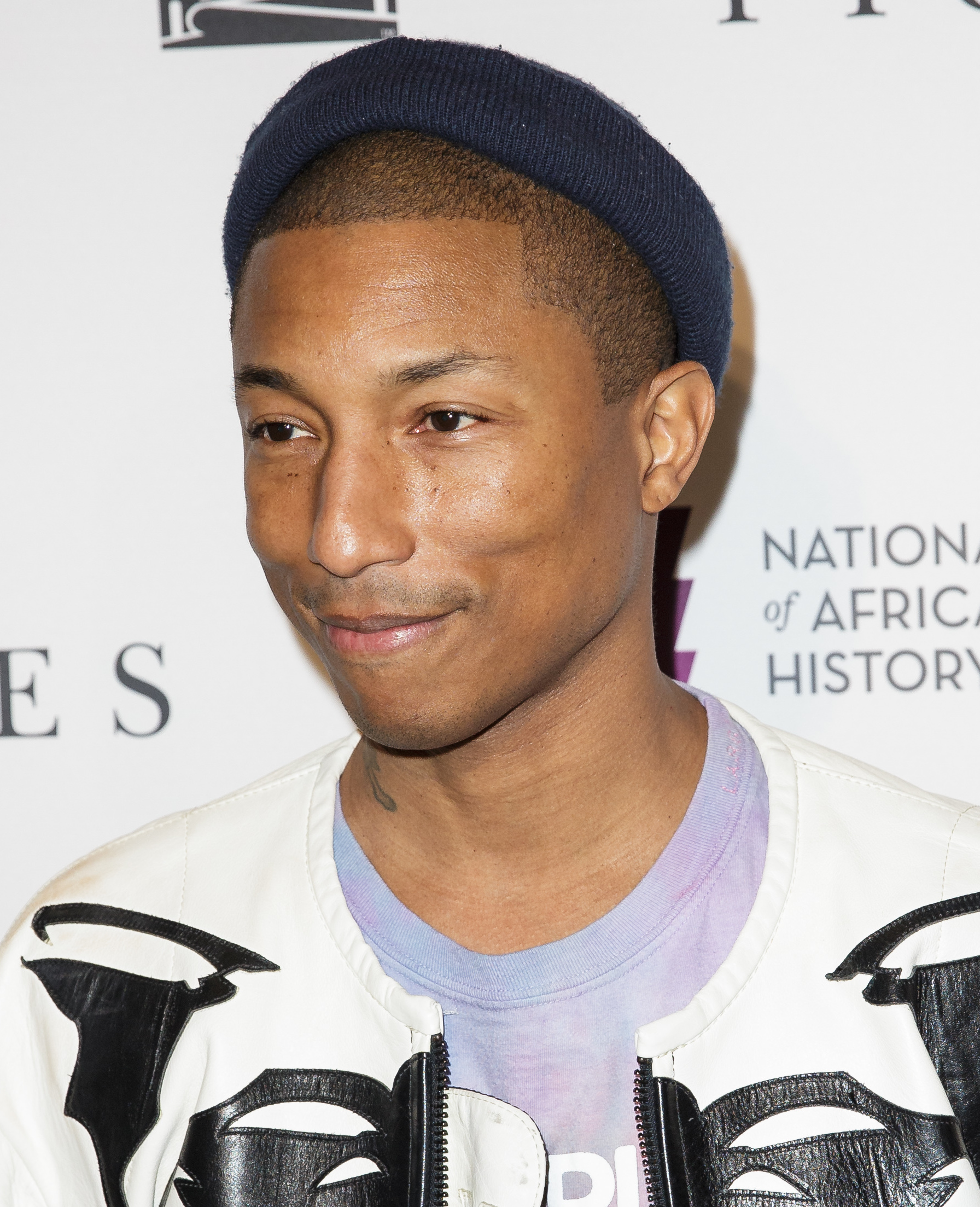
Фаррелл Уильямс (2014—2016)
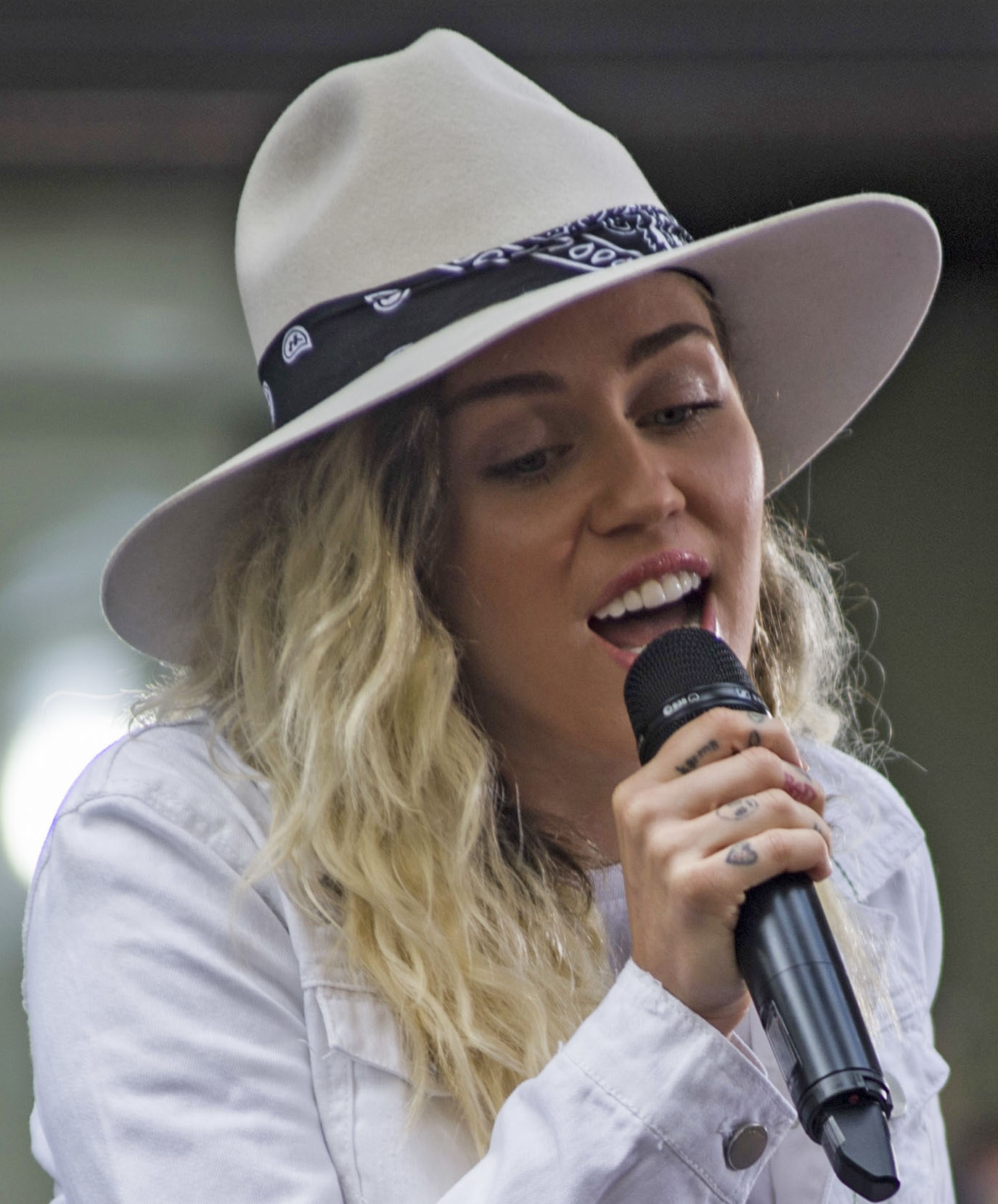
Майли Сайрус (2016—2017)
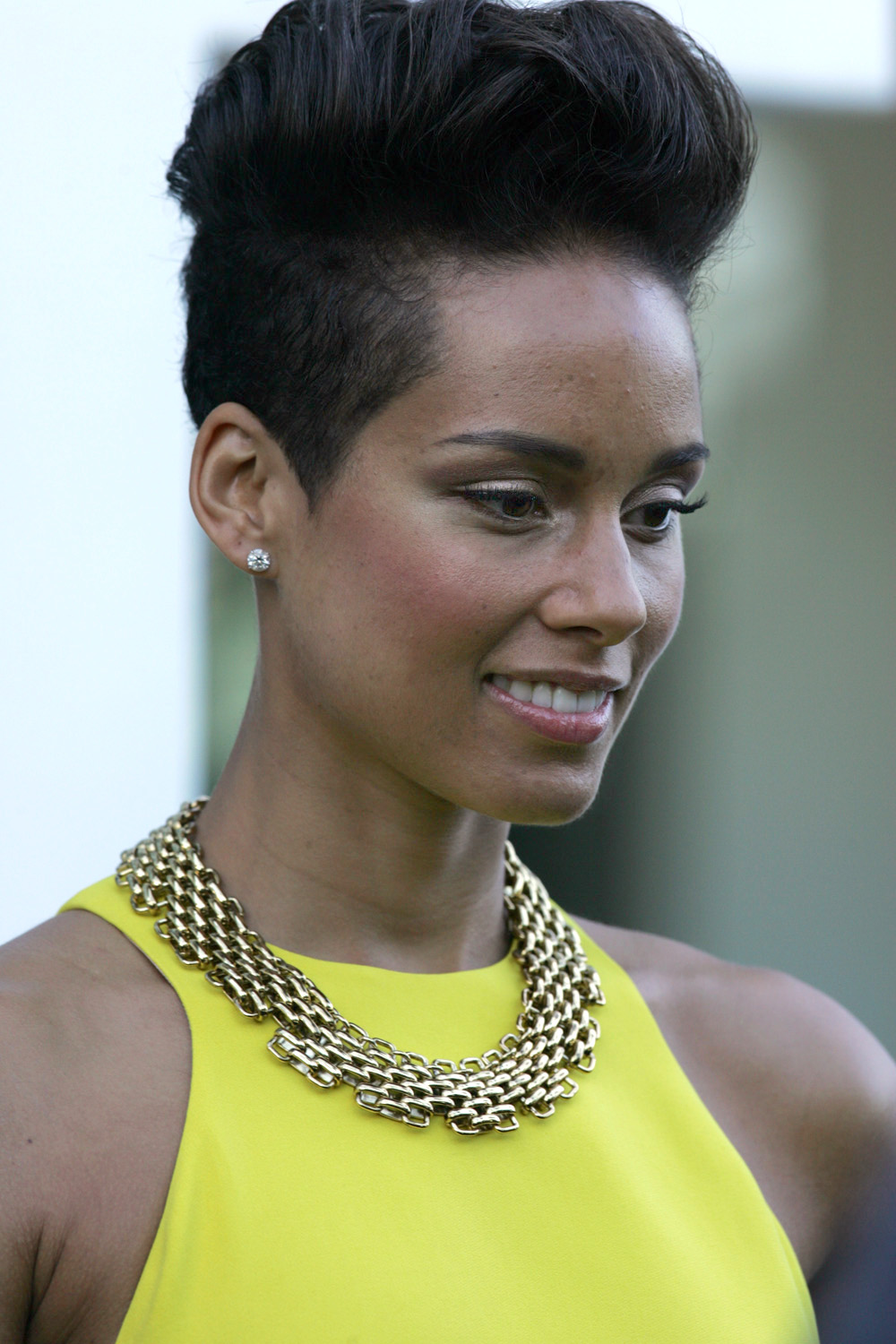
Алиша Киз (2016—2018)
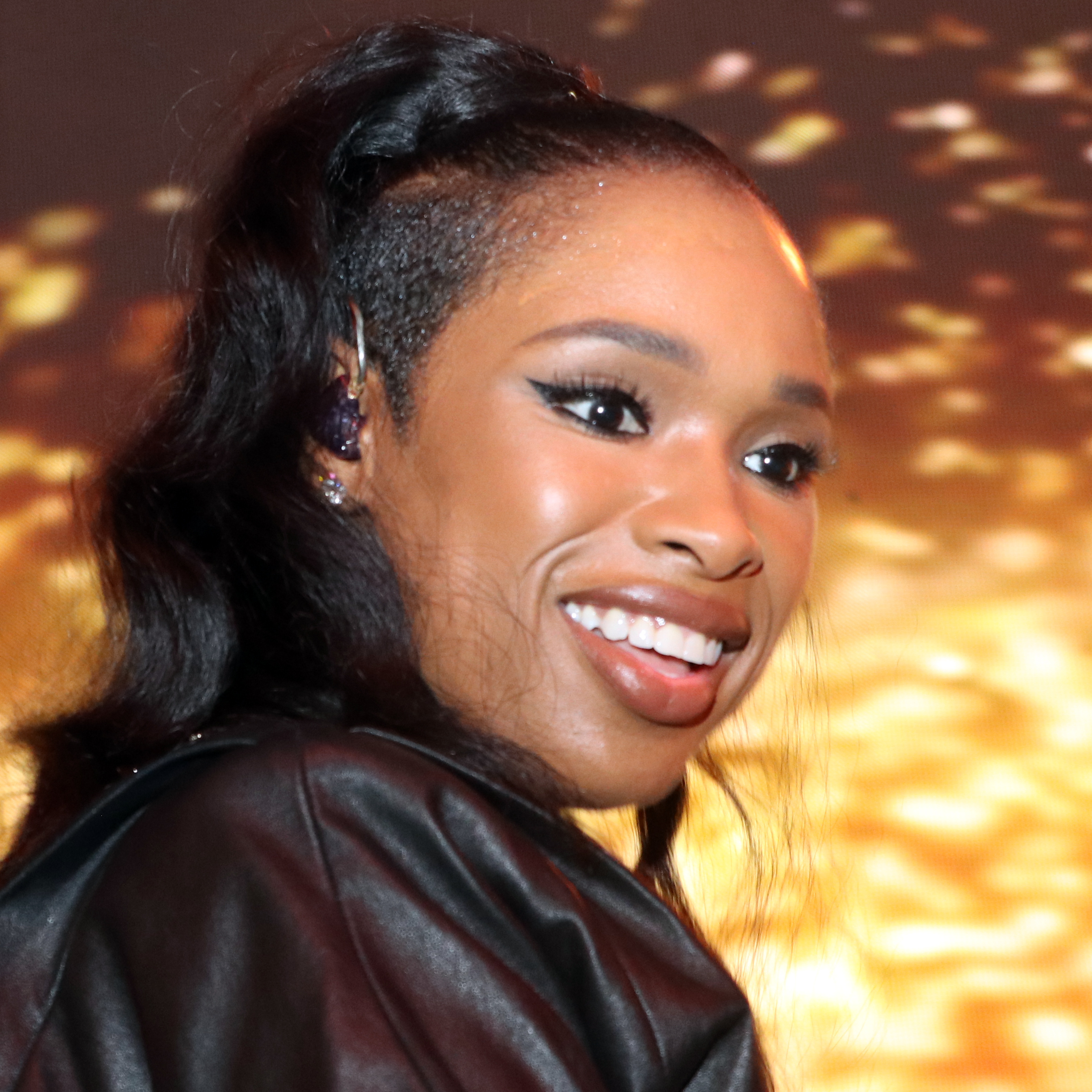
Дженнифер Хадсон (2017—2018)
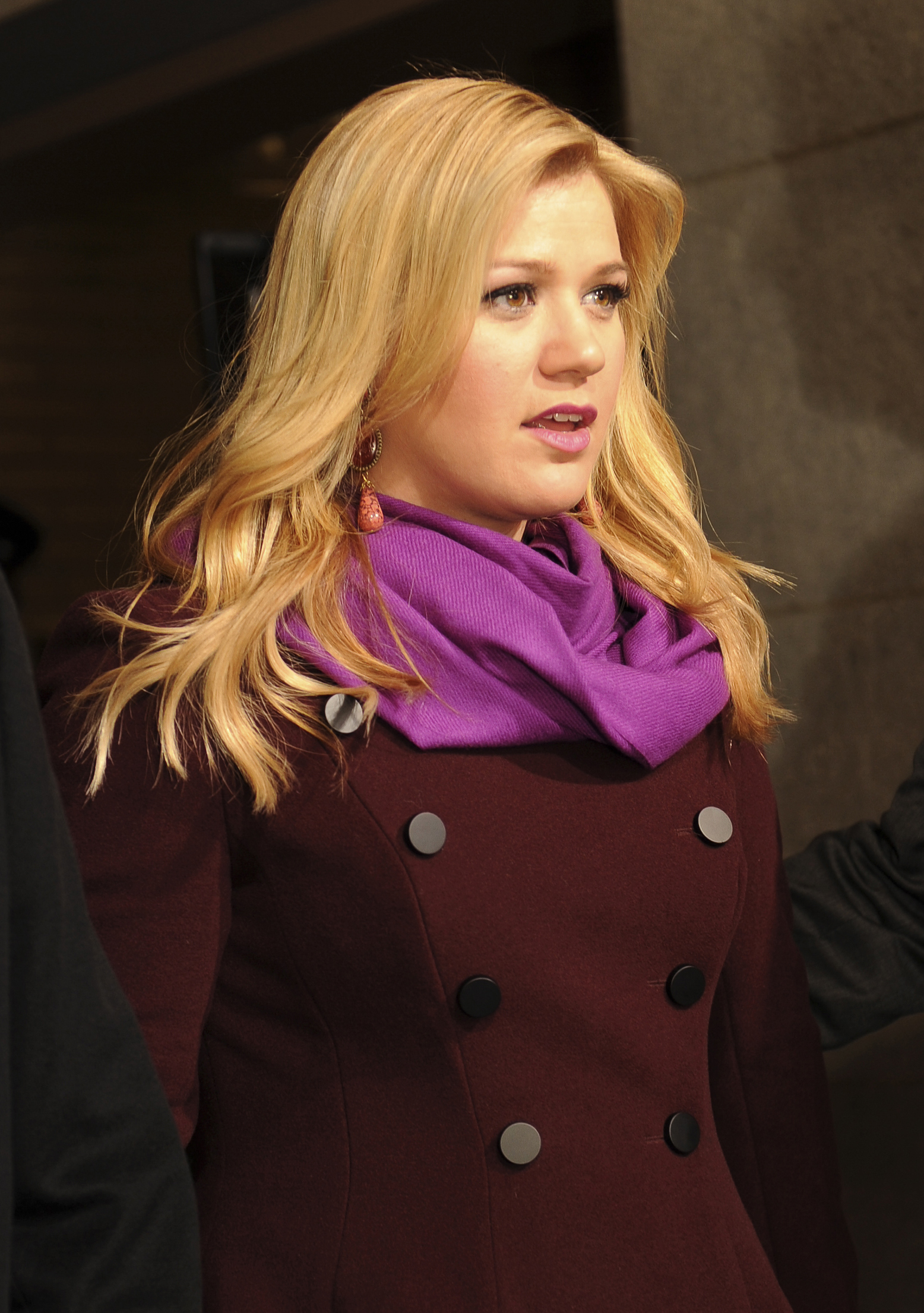
Келли Кларксон (2018—2021, 2023, вернётся в 2026)
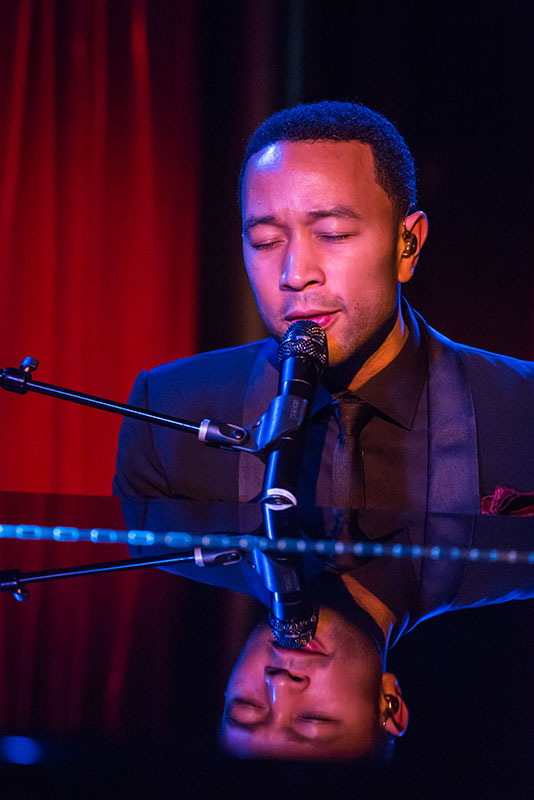
Джон Ледженд (2019—2025, вернётся в 2026)
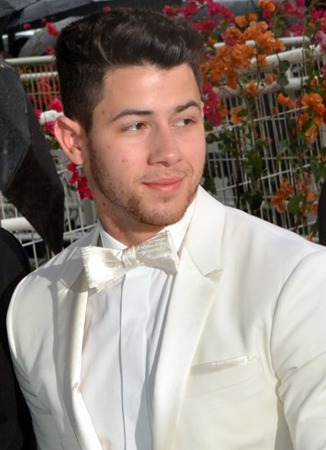
Ник Джонас (2020—2021)
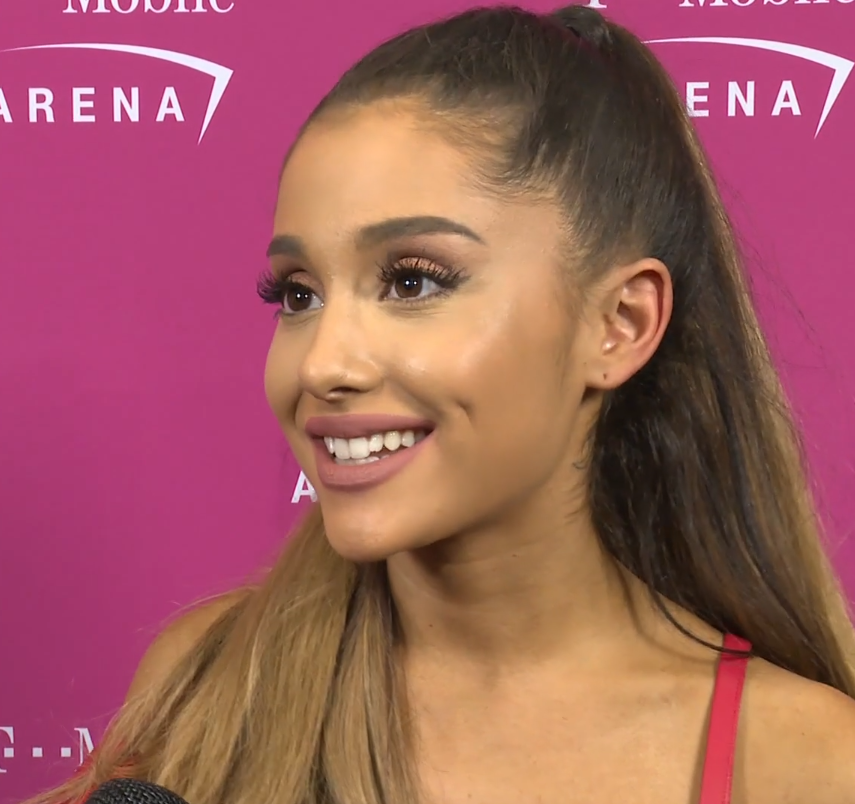
Ариана Гранде (2021)
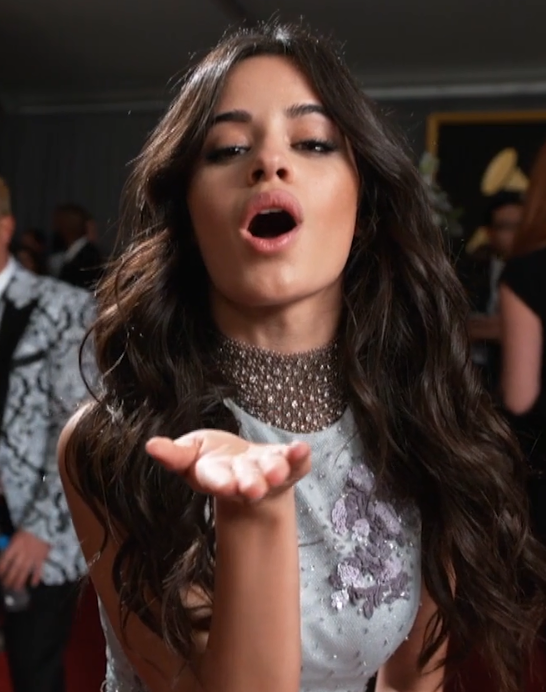
Камила Кабельо (2022)
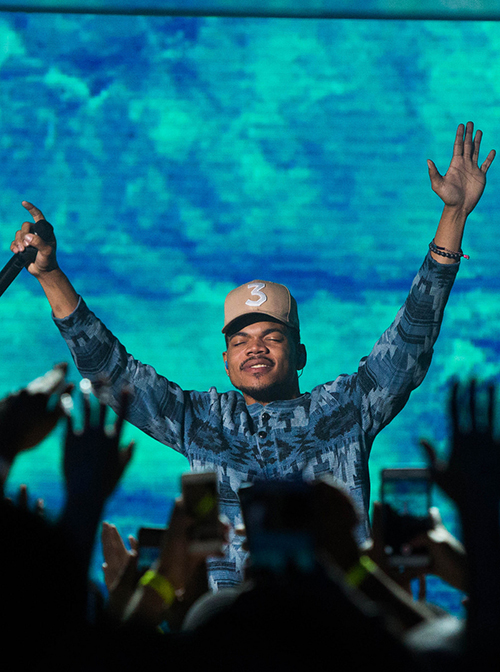
Chance the Rapper (2023—2024)
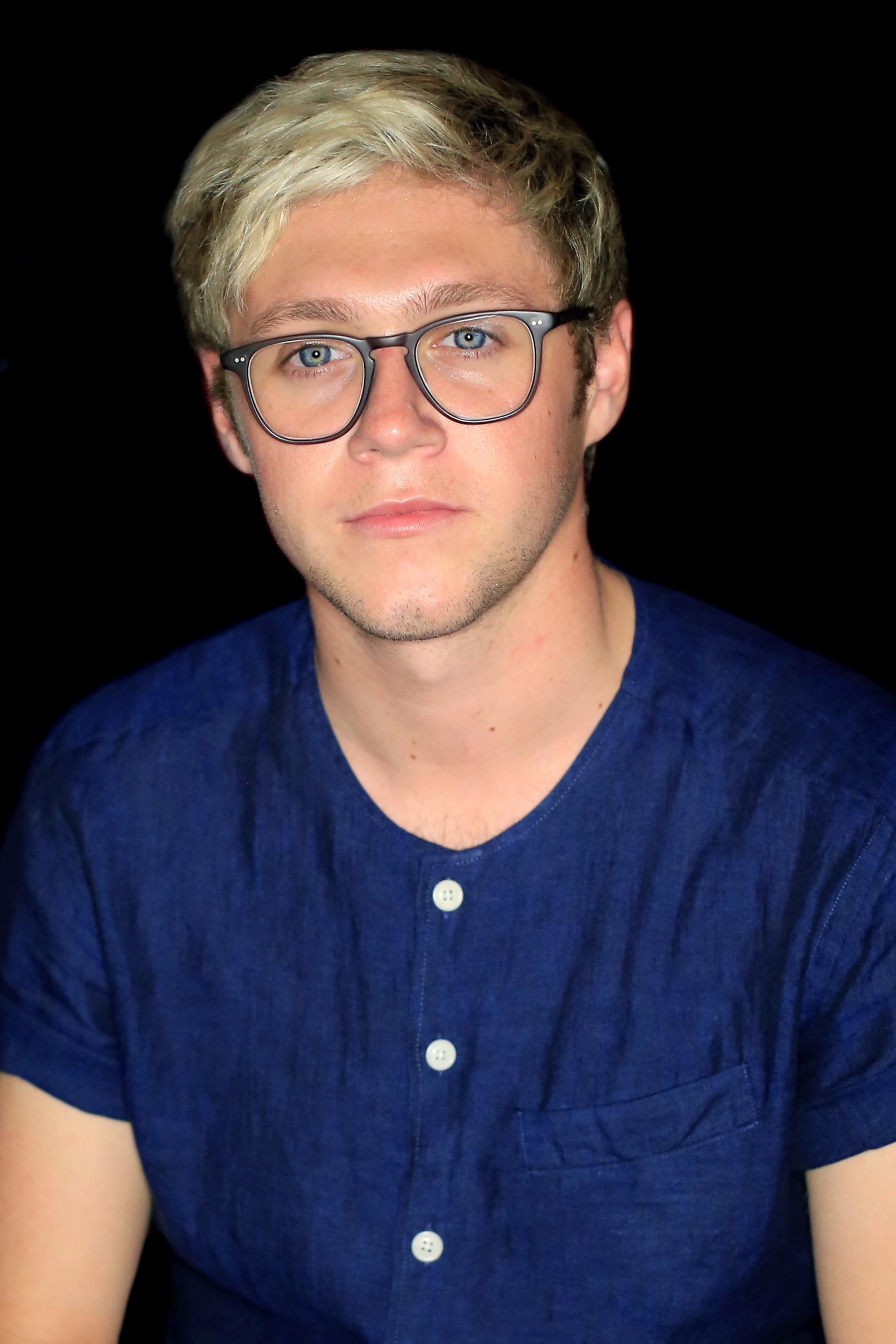
Найл Хоран (2023, 2025—)
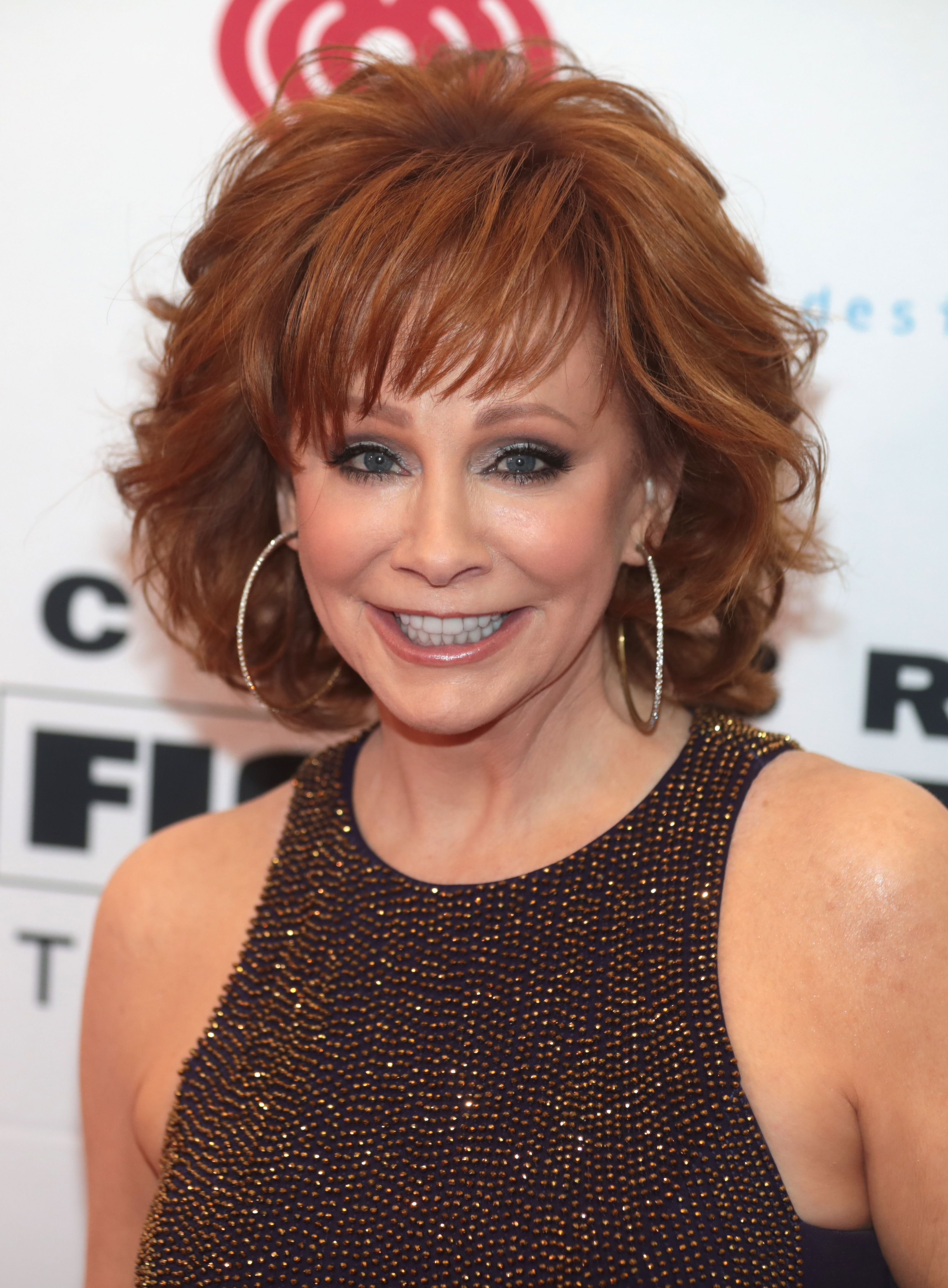
Риба Макинтайр (2023—)
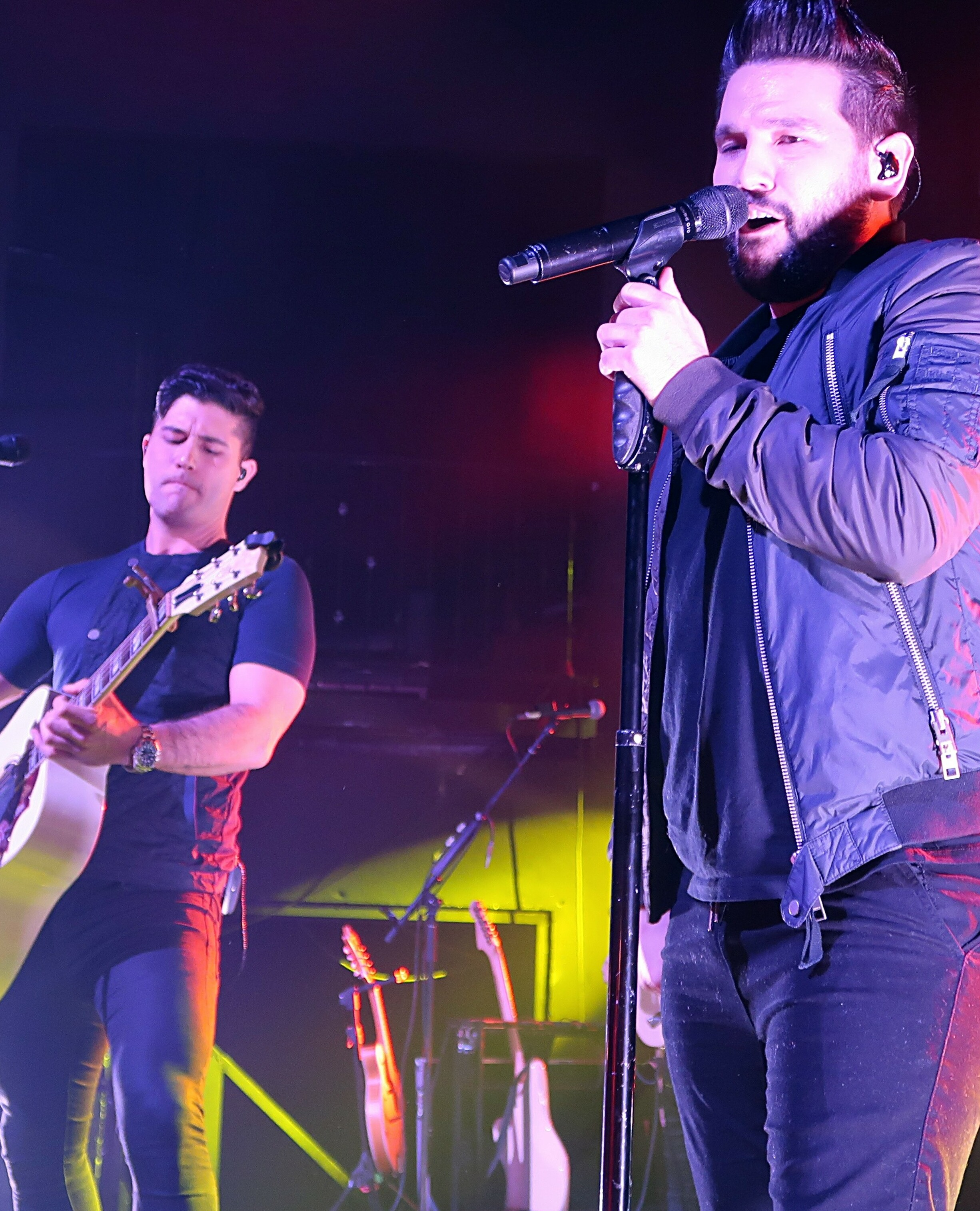
Dan + Shay (2024)
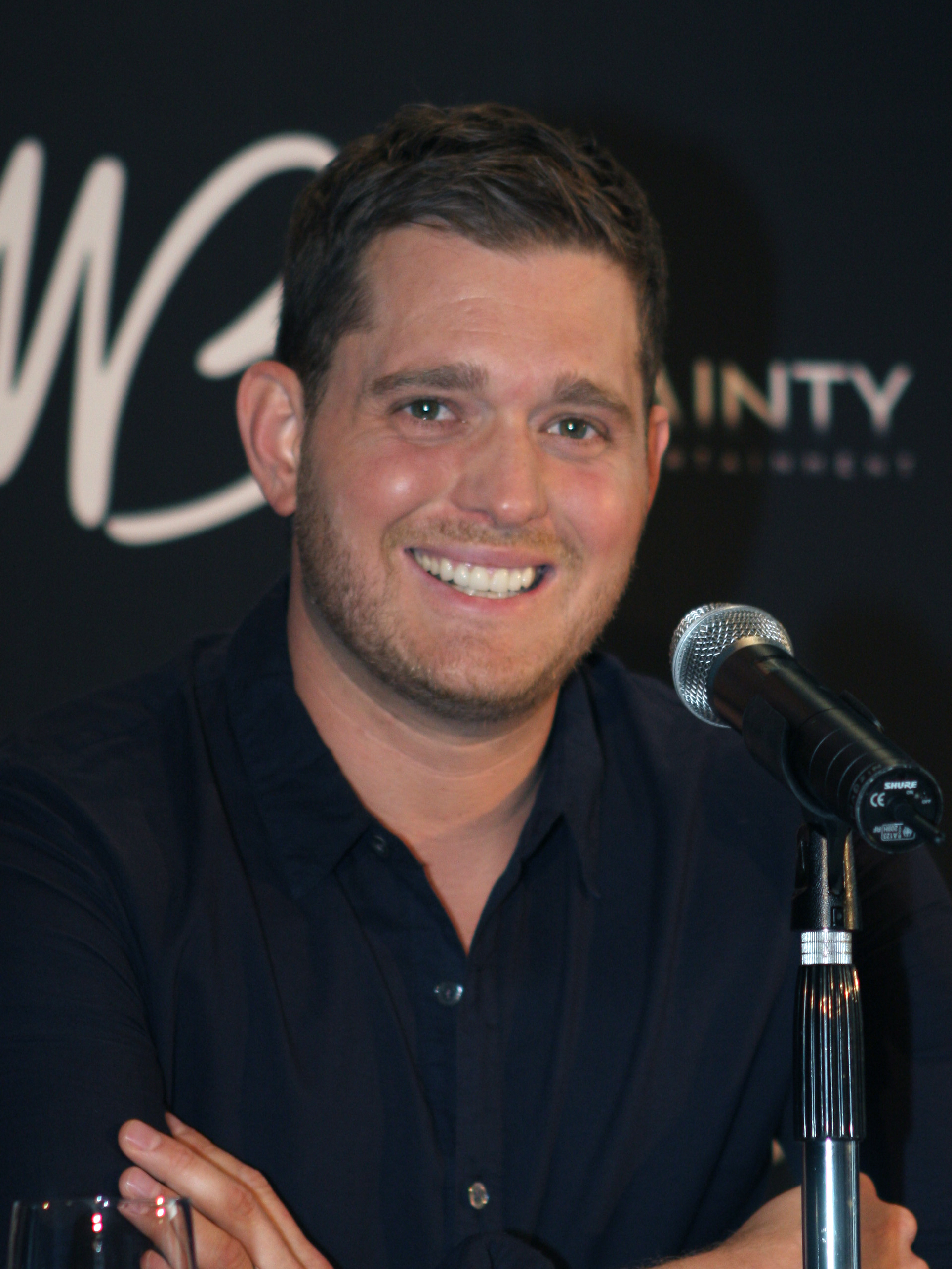
Майкл Бубле (2024—)
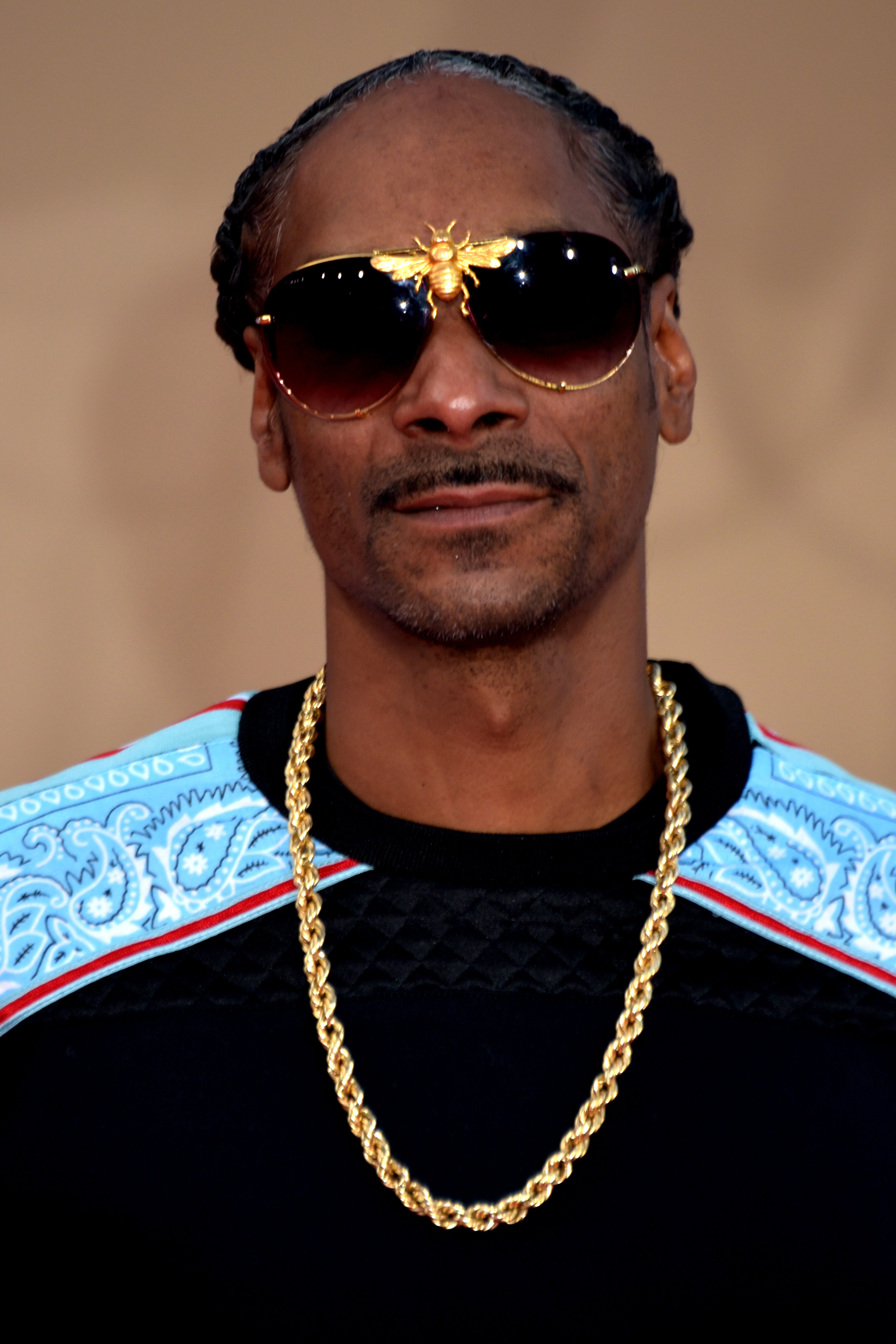
Snoop Dogg (2024—)
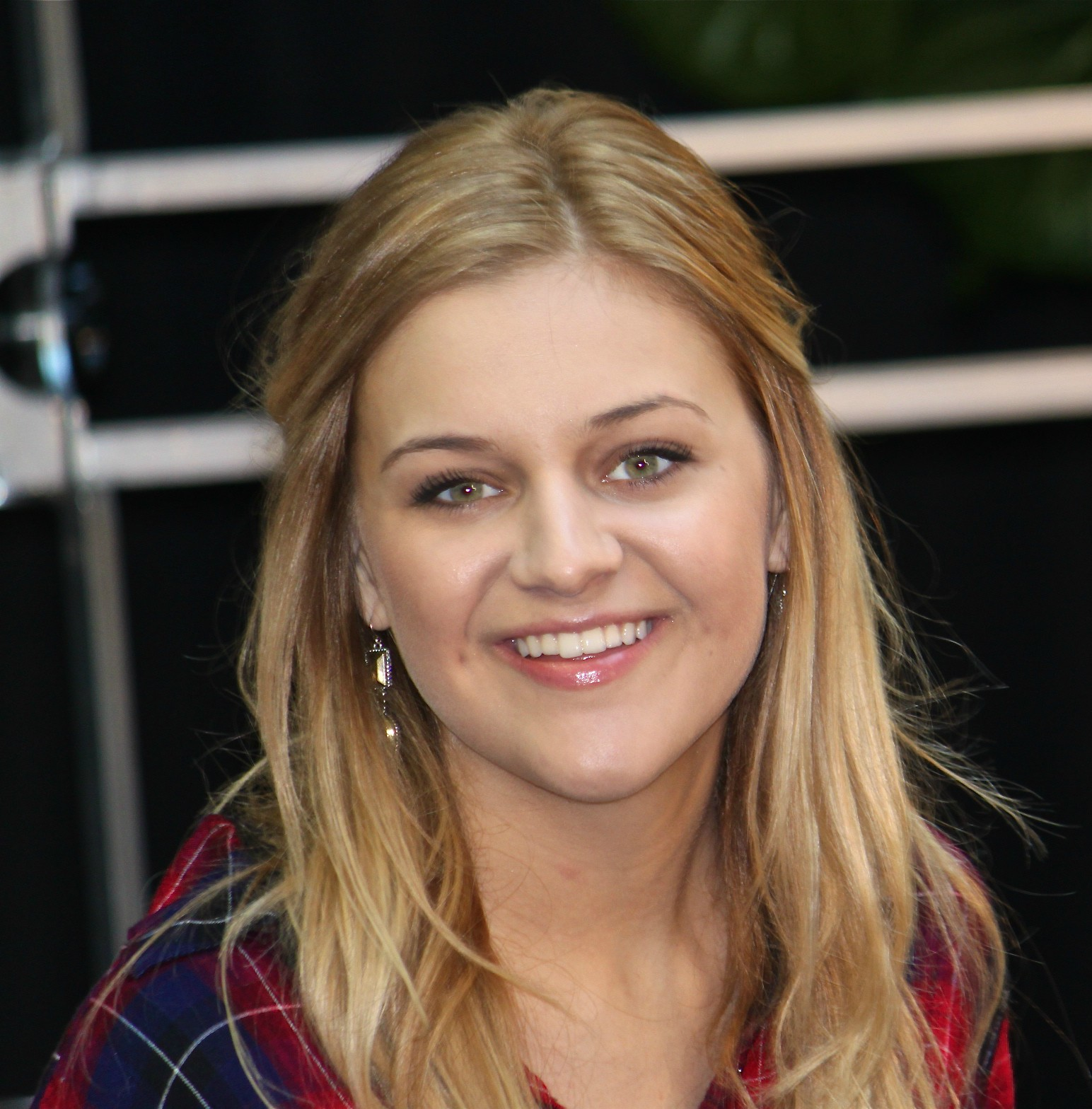
Келси Баллерини (2025)

Наставниками первых трёх, а также пятого сезонов проекта стали:
- Адам Левин — американский певец, актёр, вокалист и гитарист поп-рок-группы Maroon 5.
- Си Ло Грин — американский певец, рэпер, автор песен и продюсер. Бывший участник хип-хоп группы Goodie Mob и участник соул-дуэта Gnarls Barkley.
- Кристина Агилера — американская певица, автор песен, танцовщица, актриса, продюсер и телезвезда.
- Блейк Шелтон — американский кантри-певец.

В четвертом и шестом сезонах Си Ло Грин и Кристина Агилера покинули свои кресла, а их заменили:
- Шакира — колумбийская певица, автор песен, танцовщица, музыкальный продюсер, хореограф и модель.
- Ашер — американский певец, автор песен, танцор и актёр. Лауреат восьми премий «Грэмми», четырёх премий World Music Awards, четырёх премий American Music Awards и девятнадцати премий Billboard Music Awards. Владелец собственной звукозаписывающей компании US Records.

В седьмом и девятом сезонах к Адаму Левину и Блейку Шелтону присоединились:
- Гвен Стефани — американская певица, автор песен, актриса, продюсер, дизайнер и фронтмэнша рок-группы No Doubt. Обладательница трёх премий Грэмми, наград American Music Awards, Brit Awards, World Music Awards и двух Billboard Music Awards.
- Фаррелл Уильямс — американский рэпер, певец, автор песен, продюсер и дизайнер одежды. Лидер, вокалист и барабанщик фанк-рок группы N*E*R*D и участник продюсерской команды The Neptunes.

В восьмом и десятом сезонах Гвен Стефани покинула кресло наставника, а ее место заняла Кристина Агилера, вернувшаяся после отсутствия в проекте.
В составе наставников одиннадцатого сезона произошли значительные изменения. Места наставников сохранили Адам Левин и Блейк Шелтон. А компанию им составили:
- Майли Сайрус — американская певица, автор песен и актриса.
- Алиша Киз — американская певица, пианистка, автор песен, выступающая в стилях ритм-энд-блюз, соул и неосоул, лауреатка пятнадцати наград «Грэмми».

В двенадцатом сезоне Майли Сайрус покинула проект, а ее место заняла Гвен Стефани, которая вернулась в проект после двухсезонного отсутствия.
В тринадцатом сезоне Гвен Стефани и Алиша Киз покинули свои кресла, а на их место вернулась Майли Сайрус, а также новый наставник:
- ДжейХад — американская актриса и певица, обладательница премий «Эмми», «Грэмми», «Оскар» и «Тони».

В четырнадцатом сезоне Майли Сайрус и ДжейХад покинули красные кресла наставников, а на их место вернулась Алиша Киз, а также новая наставница:
- Келли Кларксон — американская певица и актриса, победительница первого сезона проекта «American Idol».

В пятнадцатом сезоне, вместо покинувшей проект Алиши вернулась ДжейХад.
В шестнадцатом сезоне ушедшую наставницу ДжейХад заменил:
- Джон Ледженд — американский певец, автор песен и актёр. Обладатель премий «Грэмми», «Оскар», «Тони» и «Эмми».

В семнадцатом сезоне Адам Левин покинул кресло наставника, и на его место вернулась Гвен Стефани.
В восемнадцатом сезоне Гвен Стефани вновь покинула место наставницы и ее заменил:
- Ник Джонас — американский певец, актёр, композитор и участник поп-рок бойзбенда Jonas Brothers.

В девятнадцатом сезоне Ник покинул проект, а на его место вернулась Гвен.
В двадцатом сезоне Стефани опять покинула кресло наставницы, и на её место вернулся Джонас.
В двадцать первом сезоне, вместо покинувшего проект Ника пришла:
- Ариана Гранде — американская певица, актриса, автор песен, музыкальный продюсер и обладательница премии «Грэмми».

В двадцать втором сезоне Келли Кларксон и Ариана Гранде покинули проект, а на их места вернулась Гвен Стефани, а также новая наставница:
- Камила Кабельо — американская певица кубинского происхождения, бывшая участница гёрл-группы Fifth Harmony.

В составе наставников двадцать третьего сезона произошли значительные изменения. Только Блейк Шелтон сохранил место наставника, а компанию ему составили, вернувшаяся после одного сезона отсутствия Келли Кларксон и 2 новых наставника:
- Chance the Rapper — американский независимый хип-хоп-исполнитель и участник хип-хоп коллектива Savemoney.
- Найл Хоран — ирландский певец и бывший участник англо-ирландского бойзбенда One Direction.

В двадцать четвёртом сезоне произошли кардинальные изменения. Лишь Найл Хоран сохранил своё место, а компанию ему составили вернувшиеся Джон Ледженд и Гвен Стефани после одного сезона отсутствия, а также новая наставница:
- Риба Макинтайр — американская кантри певица, автор песен, продюсер и актриса.

В двадцать пятом сезоне Гвен Стефани и Найл Хоран покинули проект, а на их места вернулся после одного сезона отсутствия Chance the Rapper, а также в проекте впервые поставили двойное кресло с новым дуэт-наставниками:
- Dan + Shay — американский кантри-дуэт, названный так по именам его участников, вокалистов и авторов-исполнителей Дэн Смайерс и Шей Муни.

В двадцать шестом сезоне произошли снова кардинальные изменения. В проекте лишь Риба Макинтайр сохранила своё место, а компанию ей составили вернувшаяся после перерыва одного сезона Гвен Стефани, а также новые наставники:
- Майкл Бубле — канадский певец, автор песен и музыкальный продюсер. Ведущий современный исполнитель репертуара Great American Songbook, обладатель нескольких премий «Грэмми» и Juno Awards.
- Snoop Dogg — американский рэпер и актёр. Участник хип-хоп групп Tha Eastsidaz, QDT и Mount Westmore, бывший участник хипгрупп 213 и 7 Days of Funk.

В двадцать седьмом сезоне состав наставников почти полностью обновился. В проекте лишь Майкл Бубле сохранил место наставника, после одного сезона отсутствия вернулся Джон Ледженд, после длительного отсутствия в проект вернулся Адам Левин, а также новая наставница, которая в 15 сезоне была наставницей этапа «Камбэк»:
- Келси Баллерини — американская кантри-поп-певица и автор песен. Лауреатка премии «ACM Awards» в категории «Лучшая новая кантри-певица».

В двадцать восьмом сезоне состав наставников был изменён. Кроме сохранившего своё место в жюри Майкл Бубле, после одного сезона отсутствия в проект вернутся Snoop Dogg и Риба Макинтайр. Также спустя 3 сезона отсутствия вернётся Найл Хоран.
В двадцать девятом сезоне был изменён формат, сезон шоу стал называться The Voice: Battle of Champions, убрали кресло четвёртого наставника и теперь выступают всего 3. В проект после сезонного перерыва вернутся Джон Ледженд и Адам Левин. А также после 5 сезонов отсутствие вернётся Келли Кларксон.
     — Наставник.
     — Наставник этапа «Камбэк».
     — приглашённый советник.
     — Наставник-заместитель.
| Наставник         | Сезоны | Сезоны | Сезоны | Сезоны | Сезоны | Сезоны | Сезоны | Сезоны | Сезоны | Сезоны | Сезоны | Сезоны | Сезоны | Сезоны | Сезоны | Сезоны | Сезоны | Сезоны | Сезоны | Сезоны | Сезоны | Сезоны | Сезоны | Сезоны | Сезоны | Сезоны | Сезоны | Сезоны | Сезоны |
| 1                 | 2      | 3      | 4      | 5      | 6      | 7      | 8      | 9      | 10     | 11     | 12     | 13     | 14     | 15     | 16     | 17     | 18     | 19     | 20     | 21     | 22     | 23     | 24     | 25     | 26     | 27     | 28     | 29     |        |
| ----------------- | ------ | ------ | ------ | ------ | ------ | ------ | ------ | ------ | ------ | ------ | ------ | ------ | ------ | ------ | ------ | ------ | ------ | ------ | ------ | ------ | ------ | ------ | ------ | ------ | ------ | ------ | ------ | ------ | ------ |
| Блейк Шелтон      |        |        |        |        |        |        |        |        |        |        |        |        |        |        |        |        |        |        |        |        |        |        |        |        |        |        |        |        |        |
| Адам Левин        |        |        |        |        |        |        |        |        |        |        |        |        |        |        |        |        |        |        |        |        |        |        |        |        |        |        |        |        |        |
| Кристина Агилера  |        |        |        |        |        |        |        |        |        |        |        |        |        |        |        |        |        |        |        |        |        |        |        |        |        |        |        |        |        |
| Си Ло Грин        |        |        |        |        |        |        |        |        |        |        |        |        |        |        |        |        |        |        |        |        |        |        |        |        |        |        |        |        |        |
| Шакира            |        |        |        |        |        |        |        |        |        |        |        |        |        |        |        |        |        |        |        |        |        |        |        |        |        |        |        |        |        |
| Ашер              |        |        |        |        |        |        |        |        |        |        |        |        |        |        |        |        |        |        |        |        |        |        |        |        |        |        |        |        |        |
| Фаррелл Уильямс   |        |        |        |        |        |        |        |        |        |        |        |        |        |        |        |        |        |        |        |        |        |        |        |        |        |        |        |        |        |
| Гвен Стефани      |        |        |        |        |        |        |        |        |        |        |        |        |        |        |        |        |        |        |        |        |        |        |        |        |        |        |        |        |        |
| Алиша Киз         |        |        |        |        |        |        |        |        |        |        |        |        |        |        |        |        |        |        |        |        |        |        |        |        |        |        |        |        |        |
| Майли Сайрус      |        |        |        |        |        |        |        |        |        |        |        |        |        |        |        |        |        |        |        |        |        |        |        |        |        |        |        |        |        |
| Дженнифер Хадсон  |        |        |        |        |        |        |        |        |        |        |        |        |        |        |        |        |        |        |        |        |        |        |        |        |        |        |        |        |        |
| Келли Кларксон    |        |        |        |        |        |        |        |        |        |        |        |        |        |        |        |        |        |        |        |        |        |        |        |        |        |        |        |        |        |
| Джон Ледженд      |        |        |        |        |        |        |        |        |        |        |        |        |        |        |        |        |        |        |        |        |        |        |        |        |        |        |        |        |        |
| Ник Джонас        |        |        |        |        |        |        |        |        |        |        |        |        |        |        |        |        |        |        |        |        |        |        |        |        |        |        |        |        |        |
| Ариана Гранде     |        |        |        |        |        |        |        |        |        |        |        |        |        |        |        |        |        |        |        |        |        |        |        |        |        |        |        |        |        |
| Камила Кабельо    |        |        |        |        |        |        |        |        |        |        |        |        |        |        |        |        |        |        |        |        |        |        |        |        |        |        |        |        |        |
| Найл Хоран        |        |        |        |        |        |        |        |        |        |        |        |        |        |        |        |        |        |        |        |        |        |        |        |        |        |        |        |        |        |
| Chance the Rapper |        |        |        |        |        |        |        |        |        |        |        |        |        |        |        |        |        |        |        |        |        |        |        |        |        |        |        |        |        |
| Риба Макинтайр    |        |        |        |        |        |        |        |        |        |        |        |        |        |        |        |        |        |        |        |        |        |        |        |        |        |        |        |        |        |
| Dan + Shay        |        |        |        |        |        |        |        |        |        |        |        |        |        |        |        |        |        |        |        |        |        |        |        |        |        |        |        |        |        |
| Майкл Бубле       |        |        |        |        |        |        |        |        |        |        |        |        |        |        |        |        |        |        |        |        |        |        |        |        |        |        |        |        |        |
| Snoop Dogg        |        |        |        |        |        |        |        |        |        |        |        |        |        |        |        |        |        |        |        |        |        |        |        |        |        |        |        |        |        |
| Келси Баллерини   |        |        |        |        |        |        |        |        |        |        |        |        |        |        |        |        |        |        |        |        |        |        |        |        |        |        |        |        |        |

### Ведущие

Ведущие
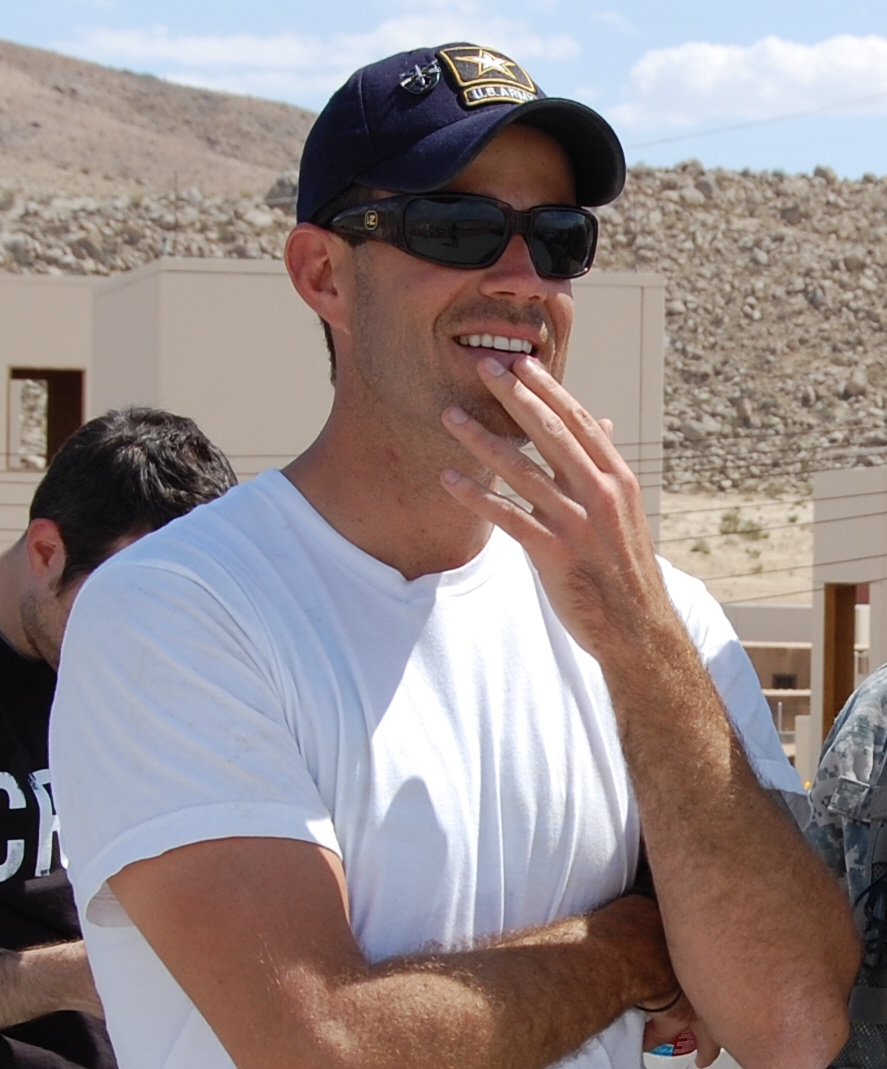
Карсон Дэйли (2011—)
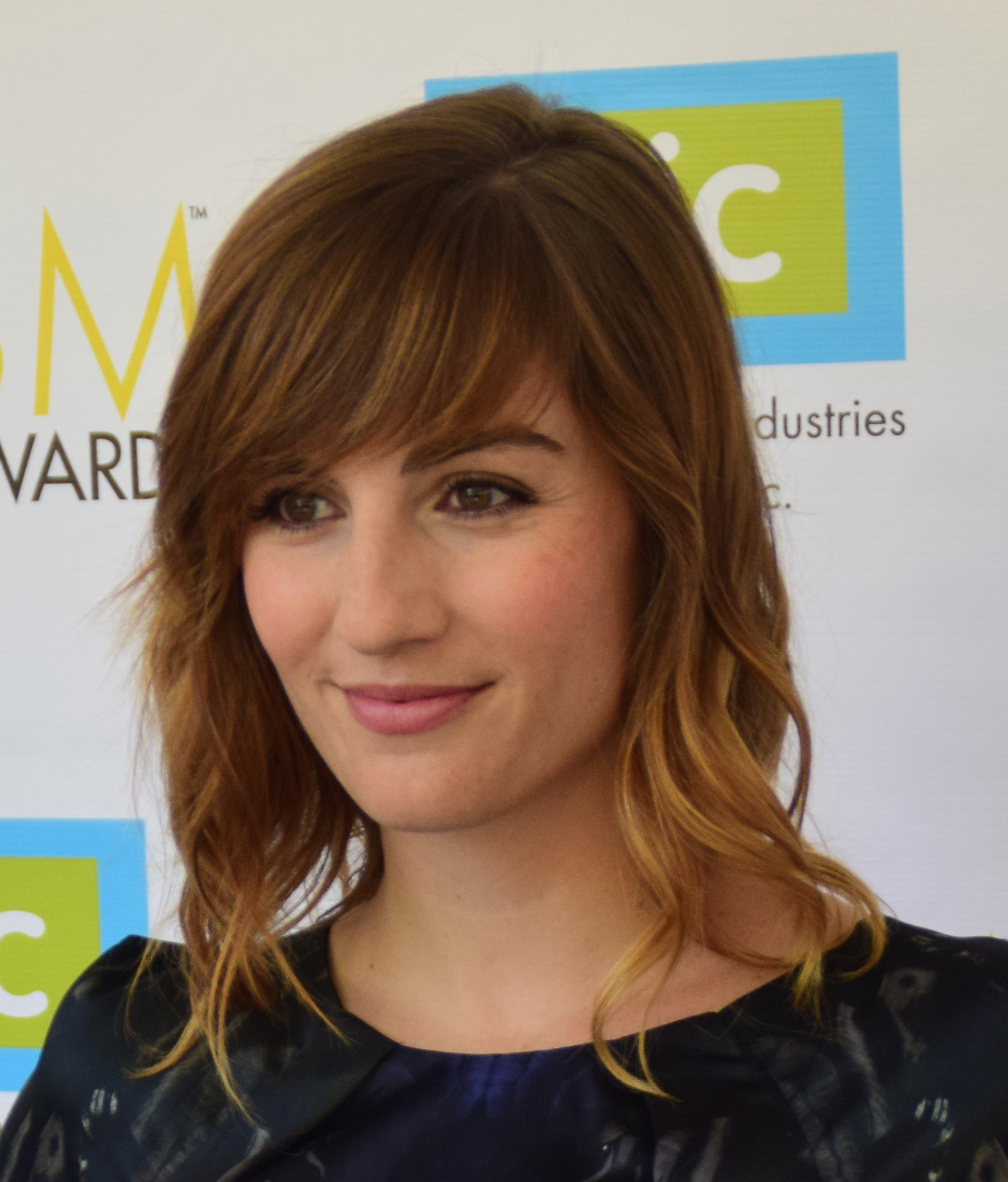
Элисон Хейслип (2011)
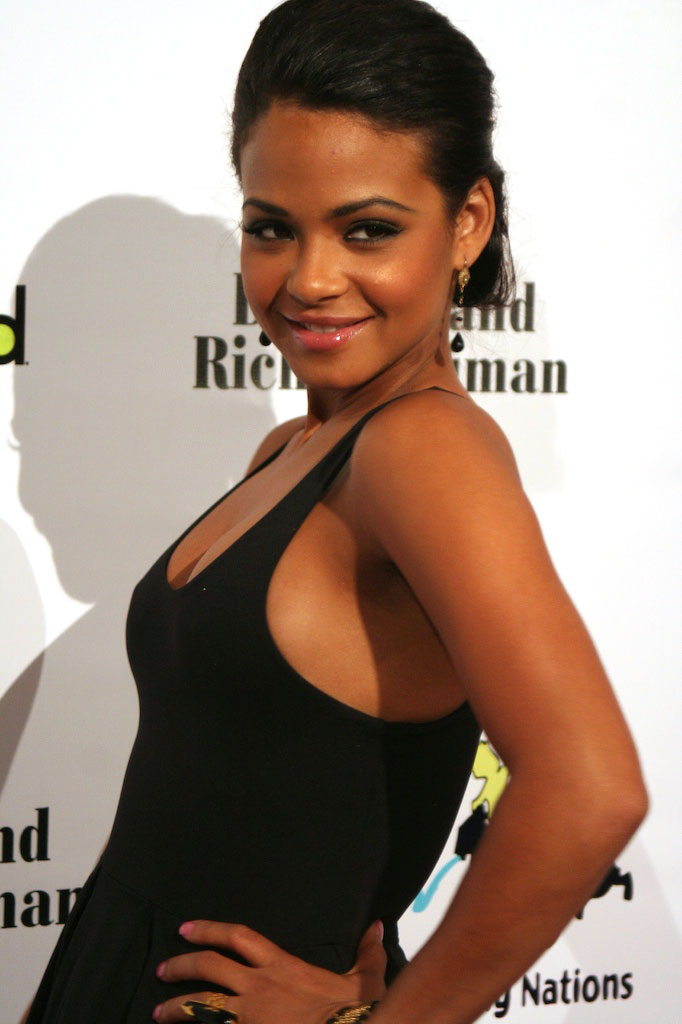
Кристина Милиан (2012—2013)

Первоначально ведущих программы было двое: один ведет программу на сцене, другая помогает участникам настроиться перед выступлением. Основным ведущим программы с первого сезона является Карсон Дэйли.
В первом сезоне соведущей Дэйли была Элисон Хейслип. Во втором Хейслип покинула проект, новой соведущей стала Кристина Милиан. Также Милиан была соведущей в третьем и четвёртом сезонах. В пятом сезоне Милиан покинула проект, после чего Дэйли ведёт программу единолично.
| Карсон Дэйли    |
| Элисон Хейслип  |
| Кристина Милиан |

## Советники наставников
| Сезон | #Адам                                 | #Си Ло                                                 | #Кристина                                     | #Блейк                                         | Все Наставники                   |
| ----- | ------------------------------------- | ------------------------------------------------------ | --------------------------------------------- | ---------------------------------------------- | -------------------------------- |
| 1     | Адам Блэкстоун                        | Моника                                                 | Сия                                           | Риба Макинтайр                                 | N/A                              |
| 2     | Аланис Мориссетт Робин Тик            | Бэбифейс Ни-Йо                                         | Джуэл Лайонел Ричи                            | Келли Кларксон Миранда Ламберт                 | N/A                              |
| 3     | Мэри Джей Блайдж                      | Роб Томас Дженнифер Хадсонa Билл Уизерс†b Пэт Монахэнc | Билли Джо Армстронг Рон Фэйерa                | Майкл Бубле Скотт Хендриксa                    | N/A                              |
| 4     | #Адам                                 | #Шакира                                                | #Ашер                                         | #Блейк                                         | N/A                              |
| 4     | Скотт Хиллариd                        | Джоэл Мэдден Си Ло Гринd                               | Фаррелл Уильямсd Аакомон Джонсe Тейлор Свифтf | Шерил Кроуd                                    | N/A                              |
| 5     | #Адам                                 | #Си Ло                                                 | #Кристина                                     | #Блейк                                         | N/A                              |
| 5     | Райан Теддер                          | Мигель                                                 | Эд Ширан                                      | Шер                                            | N/A                              |
| 6     | #Адам                                 | #Шакира                                                | #Ашер                                         | #Блейк                                         | Все Наставники                   |
| 6     | Алоэ Блэк Грэм Нэшh Джеймс Валентайнi | Миранда Ламберт busbee†h                               | Джилл Скотт Naturalh                          | The Band Perry Скотт Хендриксh Гвен Себастьянi | Крис Мартинg                     |
| 7     | #Адам                                 | #Гвен                                                  | #Фаррелл                                      | #Блейк                                         | Все Наставники                   |
| 7     | Стиви Никс Патрик Стампk              | Гэвин Россдэйл Кристина Агилераk                       | Алиша Киз Дайана Россk                        | Little Big Town Колби Кэйллатk                 | Тейлор Свифтj                    |
| 8     | #Адам                                 | #Фаррелл                                               | #Кристина                                     | #Блейк                                         | Все Наставники                   |
| 8     | Элли Голдинг Дэйв Стюартm Ашерn       | Лайонел Ричи Райан Теддерm Гвен Стефаниn               | Ник Джонас Марк Ронсонm Гвен Стефаниn         | Меган Трейнор Скотт Хендриксm Си Ло Гринn      | Нейт Рюсс Риба Макинтайрl        |
| 9     | #Адам                                 | #Гвен                                                  | #Фаррелл                                      | #Блейк                                         | Все Наставники                   |
| 9     | Джон Фогерти                          | Селена Гомес                                           | Мисси Эллиотт                                 | Брэд Пейсли                                    | Рианна Долли Партонo             |
| 10    | #Адам                                 | #Фаррелл                                               | #Кристина                                     | #Блейк                                         | Все Наставники                   |
| 10    | Тори Келли                            | Шон Комбс                                              | Патти Лабелль                                 | Гвен Стефани                                   | Майли Сайрус Пинк                |
| 11    | #Адам                                 | #Майли                                                 | #Алиша                                        | #Блейк                                         | Все Наставники                   |
| 11    | Сэмми Хагар                           | Джоан Джетт                                            | Чарли Пут                                     | Бетт Мидлер                                    | Тим Макгро Фэйт Хилл Гарт Брукс  |
| 12    | #Адам                                 | #Гвен                                                  | #Алиша                                        | #Блейк                                         | Все Наставники                   |
| 12    | Джон Ледженд                          | Селин Дион                                             | DJ Khaled                                     | Люк Брайан                                     | Шанайя Твейн                     |
| 13    | #Адам                                 | #Майли                                                 | #Дженнифер                                    | #Блейк                                         | Все Наставники                   |
| 13    | Джо Джонас                            | Билли Рэй Сайрус                                       | Келли Роуленд                                 | Rascal Flatts                                  | Келли Кларксон                   |
| 14    | #Адам                                 | #Алиша                                                 | #Келли                                        | #Блейк                                         | Все Наставники                   |
| 14    | Джулия Майклз Джордан Смит            | Шон Мендес Крис Блу                                    | Хейли Стейнфилд Кэсседи Поуп                  | Трейс Эдкинс Хлоя Кохански                     | N/A                              |
| 15    | #Адам                                 | #Келли                                                 | #Дженнифер                                    | #Блейк                                         | Все Наставники                   |
| 15    | Си Ло Грин                            | Томас Ретт Бринн Картелли                              | Холзи                                         | Кит Урбан                                      | Мэрайя Кэри                      |
| 16    | #Адам                                 | #Джон                                                  | #Келли                                        | #Блейк                                         | Все Наставники                   |
| 16    | Чарли Пут                             | Халид                                                  | Келси Баллерини                               | Brooks & Dunn                                  | N/A                              |
| 17    | #Келли                                | #Гвен                                                  | #Джон                                         | #Блейк                                         | Все Наставники                   |
| 17    | Normani                               | will.i.am                                              | Ашер                                          | Дариус Ракер                                   | Тейлор Свифт                     |
| 18    | #Келли                                | #Ник                                                   | #Джон                                         | #Блейк                                         | Все Наставники                   |
| 18    | Дуа Липа                              | Джонас Бразерс                                         | Элла Май                                      | Биби Рекса                                     | Джеймс Тейлор                    |
| 19    | #Келли                                | #Гвен                                                  | #Джон                                         | #Блейк                                         | Все Наставники                   |
| 19    | Леон Бриджес                          | Джулия Майклз                                          | Мигель                                        | Кейн Браун                                     | Ашер                             |
| 20    | #Келли                                | #Джон                                                  | #Ник                                          | #Блейк                                         | Все Наставники                   |
| 20    | Луис Фонси                            | Брэнди Норвуд                                          | Даррен Крисс                                  | Dan + Shay                                     | Snoop Dogg                       |
| 21    | #Келли                                | #Джон                                                  | #Ариана                                       | #Блейк                                         | Все Наставники                   |
| 21    | Джейсон Олдин                         | Камила Кабельо                                         | Кристин Ченовет                               | Диркс Бентли                                   | Эд Ширан                         |
| 22    | #Джон                                 | #Гвен                                                  | #Камила                                       | #Блейк                                         | Все Наставники                   |
| 22    | Джазмин Салливан                      | Шон Пол                                                | Чарли Пут                                     | Джимми Аллен                                   | N/A                              |
| 23    | #Келли                                | #Ченс                                                  | #Найл                                         | #Блейк                                         | Все Наставники                   |
| 23    | N/A                                   | N/A                                                    | N/A                                           | N/A                                            | Риба Макинтайр                   |
| 24    | #Джон                                 | #Гвен                                                  | #Найл                                         | #Риба                                          | Все Наставники                   |
| 24    | N/A                                   | N/A                                                    | Dan + Shay                                    | N/A                                            | Вайнонна Джадд Chance the Rapper |
| 25    | #Джон                                 | #Дэн + Шэй                                             | #Ченс                                         | #Риба                                          | Все Наставники                   |
| 25    | Малума                                | Saweetie                                               | Меган Трейнор                                 | Энтони Рамос                                   | Кит Урбан                        |
| 26    | #Бубле                                | #Гвен                                                  | #Риба                                         | #Снуп                                          | Все Наставники                   |
| 26    | Карли Пирс                            | Machine Gun Kelly                                      | Лэйни Уилсон                                  | Симона Байлз                                   | Дженнифер Хадсон Стинг           |
| 27    | #Джон                                 | #Бубле                                                 | #Келси                                        | #Адам                                          | Все Наставники                   |
| 27    | Коко Джонс                            | Синтия Эриво                                           | Little Big Town                               | Кейт Хадсон                                    | Лиэнн Раймс Шерил Кроу           |
| 28    | #Бубле                                | #Риба                                                  | #Найл                                         | #Снуп                                          | Все Наставники                   |
| 28    | N/A                                   |                                                        |                                               |                                                |                                  |

## Сезоны
| Команда Адама Команда Си Ло Команда Кристины Команда Блейка Команда Шакиры Команда Ашера Команда Гвен | Команда Фаррелла Команда Майли Команда Алиши Команда ДжейХад Команда Келли Команда этапа «Камбэк» Команда Джона | Команда Ника Команда Арианы Команда Камилы Команда Ченса Команда Найла Команда Рибы Команда дуэта Дэн + Шэй | Команда Бубле Команда Снупа Команда Келси |

| Сезон | Премьера         | Финал           | Победитель             | 2 место           | 3 место              | 4 место                                             | 5 место                                              | Победивший наставник | Ведущие      | Ведущие         | Наставники     | Наставники        | Наставники        | Наставники                                   | Наставники                                 |
| Сезон | Премьера         | Финал           | Победитель             | 2 место           | 3 место              | 4 место                                             | 5 место                                              | Победивший наставник | Ведущие      | Ведущие         | 1              | 2                 | 3                 | 4                                            | Камбэк                                     |
| ----- | ---------------- | --------------- | ---------------------- | ----------------- | -------------------- | --------------------------------------------------- | ---------------------------------------------------- | -------------------- | ------------ | --------------- | -------------- | ----------------- | ----------------- | -------------------------------------------- | ------------------------------------------ |
| 1     | 26 апреля 2011   | 29 июня 2011    | Хавьер Колон           | Дия Фрамптон      | Беверли МакКлеллан † | Вичи Мартинез                                       | В 1-17 сезонах в финале выступали только 4 вокалиста | Адам Левин           | Карсон Дэйли | Элисон Хейслип  | Адам Левин     | Си Ло Грин        | Кристина Агилера  | Блейк Шелтон                                 | В 1-14 сезонах этап "Камбэк" отсутствовал  |
| 2     | 5 февраля 2012   | 8 мая 2012      | Джермейн Пол           | Джульет Симмс     | Тони Лукка           | Крис Манн                                           | В 1-17 сезонах в финале выступали только 4 вокалиста | Блейк Шелтон         | Карсон Дэйли | Кристина Милиан | Адам Левин     | Си Ло Грин        | Кристина Агилера  | Блейк Шелтон                                 | В 1-14 сезонах этап "Камбэк" отсутствовал  |
| 3     | 10 сентября 2012 | 18 декабря 2012 | Кэсседи Поуп           | Терри Макдермотт  | Николас Дэвид        | В 3-6 сезонах в финале выступали только 3 вокалиста | В 1-17 сезонах в финале выступали только 4 вокалиста | Блейк Шелтон         | Карсон Дэйли | Кристина Милиан | Адам Левин     | Си Ло Грин        | Кристина Агилера  | Блейк Шелтон                                 | В 1-14 сезонах этап "Камбэк" отсутствовал  |
| 4     | 25 марта 2013    | 18 июня 2013    | Даниель Бредбери       | Мишель Чамуэль    | Братья Свон          | В 3-6 сезонах в финале выступали только 3 вокалиста | В 1-17 сезонах в финале выступали только 4 вокалиста | Блейк Шелтон         | Карсон Дэйли | Кристина Милиан | Адам Левин     | Шакира            | Ашер              | Блейк Шелтон                                 | В 1-14 сезонах этап "Камбэк" отсутствовал  |
| 5     | 23 сентября 2013 | 17 декабря 2013 | Тессанни Чин           | Джеки Ли          | Уилл Чамплин         | В 3-6 сезонах в финале выступали только 3 вокалиста | В 1-17 сезонах в финале выступали только 4 вокалиста | Адам Левин           | Карсон Дэйли | Карсон Дэйли    | Адам Левин     | Си Ло Грин        | Кристина Агилера  | Блейк Шелтон                                 | В 1-14 сезонах этап "Камбэк" отсутствовал  |
| 6     | 24 февраля 2014  | 20 мая 2014     | Джош Кауфман           | Джейк Уортингтон  | Кристина Гримми †    | В 3-6 сезонах в финале выступали только 3 вокалиста | В 1-17 сезонах в финале выступали только 4 вокалиста | Ашер                 | Карсон Дэйли | Карсон Дэйли    | Адам Левин     | Шакира            | Ашер              | Блейк Шелтон                                 | В 1-14 сезонах этап "Камбэк" отсутствовал  |
| 7     | 22 сентября 2014 | 16 декабря 2014 | Крейг Уэйн Бойд        | Мэтт МакЭндрю     | Крис Джемисон        | Дэмиен Лоусон                                       | В 1-17 сезонах в финале выступали только 4 вокалиста | Блейк Шелтон         | Карсон Дэйли | Карсон Дэйли    | Адам Левин     | Гвен Стефани      | Фаррелл Уильямс   | Блейк Шелтон                                 | В 1-14 сезонах этап "Камбэк" отсутствовал  |
| 8     | 23 февраля 2015  | 19 мая 2015     | Сойер Фредерикс        | Меган Линси       | Джошуа Дэвис         | Корин Хоторн                                        | В 1-17 сезонах в финале выступали только 4 вокалиста | Фаррелл Уильямс      | Карсон Дэйли | Карсон Дэйли    | Адам Левин     | Фаррелл Уильямс   | Кристина Агилера  | Блейк Шелтон                                 | В 1-14 сезонах этап "Камбэк" отсутствовал  |
| 9     | 21 сентября 2015 | 15 декабря 2015 | Джордан Смит           | Эмили Энн Робертс | Барретт Бабер        | Джеффри Остин                                       | В 1-17 сезонах в финале выступали только 4 вокалиста | Адам Левин           | Карсон Дэйли | Карсон Дэйли    | Адам Левин     | Гвен Стефани      | Фаррелл Уильямс   | Блейк Шелтон                                 | В 1-14 сезонах этап "Камбэк" отсутствовал  |
| 10    | 29 февраля 2016  | 24 мая 2016     | Элисон Портер          | Адам Уэйкфилд     | Ханна Хастон         | Лайт Аль-Саади                                      | В 1-17 сезонах в финале выступали только 4 вокалиста | Кристина Агилера     | Карсон Дэйли | Карсон Дэйли    | Адам Левин     | Фаррелл Уильямс   | Кристина Агилера  | Блейк Шелтон                                 | В 1-14 сезонах этап "Камбэк" отсутствовал  |
| 11    | 19 сентября 2016 | 13 декабря 2016 | Сандэнс Хэд            | Билли Гилман      | Уэй МакДоналд        | Джош Галлахер                                       | В 1-17 сезонах в финале выступали только 4 вокалиста | Блейк Шелтон         | Карсон Дэйли | Карсон Дэйли    | Адам Левин     | Майли Сайрус      | Алиша Киз         | Блейк Шелтон                                 | В 1-14 сезонах этап "Камбэк" отсутствовал  |
| 12    | 27 февраля 2017  | 23 мая 2017     | Крис Блу               | Лорен Даски       | Алия Молден          | Джесси Ларсон                                       | В 1-17 сезонах в финале выступали только 4 вокалиста | Алиша Киз            | Карсон Дэйли | Карсон Дэйли    | Адам Левин     | Гвен Стефани      | Алиша Киз         | Блейк Шелтон                                 | В 1-14 сезонах этап "Камбэк" отсутствовал  |
| 13    | 25 сентября 2017 | 19 декабря 2017 | Хлоя Кохански          | Эддисон Эйген     | Брук Симпсон         | Рэд Марлоу                                          | В 1-17 сезонах в финале выступали только 4 вокалиста | Блейк Шелтон         | Карсон Дэйли | Карсон Дэйли    | Адам Левин     | Майли Сайрус      | ДжейХад           | Блейк Шелтон                                 | В 1-14 сезонах этап "Камбэк" отсутствовал  |
| 14    | 26 февраля 2018  | 22 мая 2018     | Бринн Картелли         | Бриттон Бьюкенен  | Кайла Джейд          | Спэнша Бейкер                                       | В 1-17 сезонах в финале выступали только 4 вокалиста | Келли Кларксон       | Карсон Дэйли | Карсон Дэйли    | Адам Левин     | Алиша Киз         | Келли Кларксон    | Блейк Шелтон                                 | В 1-14 сезонах этап "Камбэк" отсутствовал  |
| 15    | 24 сентября 2018 | 18 декабря 2018 | Шевел Шеперд           | Крис Крозе        | Кирк Джей            | Кеннеди Холмс                                       | В 1-17 сезонах в финале выступали только 4 вокалиста | Келли Кларксон       | Карсон Дэйли | Карсон Дэйли    | Адам Левин     | Келли Кларксон    | ДжейХад           | Блейк Шелтон                                 | Келси Баллерини                            |
| 16    | 25 февраля 2019  | 21 мая 2019     | Мэйлин Джармон         | Гайт Ригдон       | Декстер Робертс      | Эндрю Севенер                                       | В 1-17 сезонах в финале выступали только 4 вокалиста | Джон Ледженд         | Карсон Дэйли | Карсон Дэйли    | Адам Левин     | Джон Ледженд      | Келли Кларксон    | Блейк Шелтон                                 | Биби Рекса                                 |
| 17    | 23 сентября 2019 | 17 декабря 2019 | Джейк Хут              | Рики Дюран        | Кейти Кэдан          | Роуз Шорт                                           | В 1-17 сезонах в финале выступали только 4 вокалиста | Келли Кларксон       | Карсон Дэйли | Карсон Дэйли    | Келли Кларксон | Гвен Стефани      | Джон Ледженд      | Блейк Шелтон                                 | В 17-29 сезонах этап "Камбэк" отсутствовал |
| 18    | 24 февраля 2020  | 19 мая 2020     | Тодд Тилман            | Тониша Харрис     | Тандерсторм Артис    | КэмУэсс                                             | Майка Айверсон                                       | Блейк Шелтон         | Карсон Дэйли | Карсон Дэйли    | Келли Кларксон | Ник Джонас        | Джон Ледженд      | Блейк Шелтон                                 | В 17-29 сезонах этап "Камбэк" отсутствовал |
| 19    | 19 октября 2020  | 15 декабря 2020 | Картер Рубин           | Джим Рейнджер     | Иан Фланигиан        | ДеСз                                                | Джон Холидэй                                         | Гвен Стефани         | Карсон Дэйли | Карсон Дэйли    | Келли Кларксон | Гвен Стефани      | Джон Ледженд      | Блейк Шелтон                                 | В 17-29 сезонах этап "Камбэк" отсутствовал |
| 20    | 1 марта 2021     | 25 мая 2021     | Кэм Энтони             | Кензи Уилер       | Джордан Мэтью Янг    | Рэйчел Мак                                          | Виктор Соломон                                       | Блейк Шелтон         | Карсон Дэйли | Карсон Дэйли    | Келли Кларксон | Джон Ледженд      | Ник Джонас        | Блейк Шелтон                                 | В 17-29 сезонах этап "Камбэк" отсутствовал |
| 21    | 20 сентября 2021 | 14 декабря 2021 | "Девушка по имени Том" | Вэнди Мотен       | Парис Уиннингэм      | Хейли Миа                                           | Джерщика Мэйпл                                       | Келли Кларксон       | Карсон Дэйли | Карсон Дэйли    | Келли Кларксон | Джон Ледженд      | Ариана Гранде     | Блейк Шелтон                                 | В 17-29 сезонах этап "Камбэк" отсутствовал |
| 22    | 19 сентября 2022 | 13 декабря 2022 | Брайс Летервуд         | боди              | Морган Майлз         | Омар Джосе Кардона                                  | Брейден Лэйп                                         | Блейк Шелтон         | Карсон Дэйли | Карсон Дэйли    | Джон Ледженд   | Гвен Стефани      | Камила Кабельо    | Блейк Шелтон                                 | В 17-29 сезонах этап "Камбэк" отсутствовал |
| 23    | 6 марта 2023     | 23 мая 2023     | Джина Майлз            | Грэйс Уэст        | Д.Смус               | Сорелле                                             | НОИВАС                                               | Найл Хоран           | Карсон Дэйли | Карсон Дэйли    | Келли Кларксон | Chance the Rapper | Найл Хоран        | Блейк Шелтон                                 | В 17-29 сезонах этап "Камбэк" отсутствовал |
| 24    | 25 сентября 2023 | 19 декабря 2023 | Хантли                 | Руби Ли           | Мара Джастин         | Джеки Роар                                          | Лила Форде                                           | Найл Хоран           | Карсон Дэйли | Карсон Дэйли    | Джон Ледженд   | Гвен Стефани      | Найл Хоран        | Риба Макинтайр                               | В 17-29 сезонах этап "Камбэк" отсутствовал |
| 25    | 26 февраля 2024  | 21 мая 2024     | Эшер ХэВон             | Джош Сандерс      | Брайан Олесен        | Нейтан Честер                                       | Карен Волдрап                                        | Риба Макинтайр       | Карсон Дэйли | Карсон Дэйли    | Джон Ледженд   | Dan + Shay        | Chance the Rapper | Риба Макинтайр                               | В 17-29 сезонах этап "Камбэк" отсутствовал |
| 26    | 23 сентября 2024 | 10 декабря 2024 | Софронио Васкез        | Шай               | Сидней Стерлейс      | Дэнни Джозеф                                        | Джереми Белоэйт                                      | Майкл Бубле          | Карсон Дэйли | Карсон Дэйли    | Майкл Бубле    | Гвен Стефани      | Риба Макинтайр    | Snoop Dogg                                   | В 17-29 сезонах этап "Камбэк" отсутствовал |
| 27    | 3 февраля 2025   | 20 мая 2025     | Адам Дэвид             | Яэлен Джонстон    | РЕНЗО                | Лусия Флорес-Вайсман                                | Джадин Кри                                           | Майкл Бубле          | Карсон Дэйли | Карсон Дэйли    | Джон Ледженд   | Майкл Бубле       | Келси Баллерини   | Адам Левин                                   | В 17-29 сезонах этап "Камбэк" отсутствовал |
| 28    | 22 сентября 2025 | декабрь 2025    | Предстоящий сезон      | Предстоящий сезон | Предстоящий сезон    | Предстоящий сезон                                   | Предстоящий сезон                                    | Предстоящий сезон    | Карсон Дэйли | Карсон Дэйли    | Майкл Бубле    | Риба Макинтайр    | Найл Хоран        | Snoop Dogg                                   | В 17-29 сезонах этап "Камбэк" отсутствовал |
| 29    | 2 февраля 2026   | май 2026        | Объявленный сезон      | Объявленный сезон | Объявленный сезон    | Объявленный сезон                                   | Объявленный сезон                                    | Объявленный сезон    | Карсон Дэйли | Карсон Дэйли    | Джон Ледженд   | Келли Кларксон    | Адам Левин        | В 29 сезоне четвёртый наставник отсутствовал | В 17-29 сезонах этап "Камбэк" отсутствовал |

## Рейтинги
Премьера первого сезона состоялась 26 апреля 2011 года с аудиторией в 11,78 млн зрителей. Общая аудитория сезона составила 12 млн зрителей.
Второй сезон стартовал 5 февраля 2012 года с аудиторией в 17−37 млн зрителей при рейтинге в 6,0.
Премьера третьего сезона состоялась 10 сентября 2012 года с аудиторией в 12,28 млн зрителей при рейтинге в 4,2. По сравнению с премьерой предыдущего сезона рейтинг упал на 1,8 пункта.
Четвёртый сезон стартовал 25 марта 2013 года с аудиторией в 13,64 млн зрителей при рейтинге в 4,8. По сравнению с премьерой предыдущего сезона аудитория возросла на 1,36 млн зрителей, а рейтинг возрос на 0,6 пункта.
Премьера пятого сезона состоялась 23 сентября 2013 года с аудиторией в 14,98 млн зрителей при рейтинге в 5,1. По сравнению с премьерой предыдущего сезона аудитория увеличилась на 1,34 млн зрителей, а рейтинг возрос на 0,3 пункта.
Шестой сезон стартовал 24 февраля 2014 года с аудиторией в 15,74 млн зрителей при рейтинге в 4,7. По сравнению с премьерой предыдущего сезона аудитория возросла на 0,76 млн зрителей, а рейтинг упал на 0,4 пункта.
Премьера седьмого сезона состоялась 22 сентября 2014 года с аудиторией в 12,95 млн зрителей при рейтинге в 3,9. По сравнению с премьерой предыдущего сезона аудитория уменьшилась на 2,91 млн зрителей, а рейтинг упал на 0,8 пункта.
Восьмой сезон стартовал 23 февраля 2015 года с аудиторией в 13,97 млн зрителей при рейтинге в 4,1. По сравнению с премьерой предыдущего сезона аудитория возросла на 1,02 млн зрителей, а рейтинг возрос на 0,2 пункта.
Премьера девятого сезона состоялась 21 сентября 2015 года с аудиторией в 12,37 млн зрителей при рейтинге в 3,5. По сравнению с премьерой предыдущего сезона аудитория уменьшилась на 0,48 млн зрителей, а рейтинг упал на 0,6 пункта.
Десятый сезон стартовал 29 февраля 2016 года с аудиторией в 13,33 млн зрителей при рейтинге в 3,4. По сравнению с премьерой предыдущего сезона аудитория возросла на 0,96 млн зрителей, а рейтинг упал на 0,1 пункта.
Премьера одиннадцатого сезона состоялась 19 сентября 2016 года с аудиторией в 12,1 млн зрителей при рейтинге в 3,3. По сравнению с премьерой предыдущего сезона аудитория уменьшилась на 1,23 млн зрителей, а рейтинг упал на 0,1 пункта.
Двенадцатый сезон стартовал 27 февраля 2017 года с аудиторией в 13,03 млн зрителей при рейтинге в 3,1. По сравнению с премьерой предыдущего сезона аудитория возросла на 0,93 млн зрителей, а рейтинг упал на 0,2 пункта.
Премьера тринадцатого сезона состоялась 25 сентября 2017 года с аудиторией в 10,57 млн зрителей при рейтинге в 2,6. По сравнению с премьерой предыдущего сезона аудитория уменьшилась на 2,46 млн зрителей, а рейтинг упал на 0,5 пункта.
Четырнадцатый сезон стартовал 26 февраля 2018 года с аудиторией в 12,31 млн зрителей при рейтинге в 2,8. По сравнению с премьерой предыдущего сезона аудитория возросла на 1,74 млн зрителей, а рейтинг возрос на 0,2 пункта.
Премьера пятнадцатого сезона состоялась 24 сентября 2018 года с аудиторией в 9,66 млн зрителей при рейтинге в 2,0. По сравнению с премьерой предыдущего сезона аудитория уменьшилась на 2,65 млн зрителей, а рейтинг упал на 0,8 пункта.
Шестнадцатый сезон стартовал 25 февраля 2019 года с аудиторией в 10,77 млн зрителей при рейтинге в 2,1. По сравнению с премьерой предыдущего сезона аудитория возросла на 1,11 млн зрителей, а рейтинг возрос на 0,1 пункта.
Премьера семнадцатого сезона состоялась 23 сентября 2019 года с аудиторией в 8,93 млн зрителей при рейтинге в 1,7. По сравнению с премьерой предыдущего сезона аудитория уменьшилась на 1,84 млн зрителей, а рейтинг упал на 0,4 пункта. На данный момент этот сезон стартовал с самой низкой премьерной аудиторией и самым низким рейтингом в истории проекта.
Каждый американский ТВ сезон проходит в период с конца сентября по конец мая.
| Сезон | Время показа (EST / UTC-5)                                                                           | Выпуски | Премьера         | Премьера           | Финал           | Финал            | ТВ сезон  | Годовой рейтинг | Общая аудитория |
| Сезон | Время показа (EST / UTC-5)                                                                           | Выпуски | Дата             | Аудитория премьеры | Дата            | Аудитория финала | ТВ сезон  | Годовой рейтинг | Общая аудитория |
| ----- | --- | ------- | ---------------- | ------------------ | --------------- | ---------------- | --------- | --------------- | --------------- |
| 1     | Вторник 21:00 (вып. 1-2, 7-9, 11) Вторник 22:00 (вып. 3-6) Среда 20:15 (вып. 10) Среда 20:00 (Финал) | 12      | 26 апреля 2011   | 11,78              | 29 июня 2011    | 11,05            | 2010—2011 | 20              | 12,33           |
| 2     | Воскресенье 22:20 Понедельник 20:00 Вторник 21:00                                                    | 21      | 5 февраля 2012   | 37,61              | 8 мая 2012      | 11,9             | 2011—2012 | 9               | 15,76           |
| 3     | Понедельник 20:00 Вторник 20:00 Среда 20:00 Четверг 20:00 (вып. 20)                                  | 32      | 10 сентября 2012 | 12,28              | 18 декабря 2012 | 14,13            | 2012—2013 | 10              | 14,24           |
| 4     | Понедельник 20:00 Вторник 20:00                                                                      | 28      | 25 марта 2013    | 13,64              | 18 июня 2013    | 15,59            | 2012—2013 | 10              | 14,24           |
| 5     | Понедельник 20:00 Вторник 20:00 Вторник 21:00 Четверг 20:00 (вып. 15)                                | 27      | 23 сентября 2013 | 14,98              | 17 декабря 2013 | 14,01            | 2013—2014 | 7               | 14,57           |
| 6     | Понедельник 20:00 Вторник 20:00                                                                      | 26      | 24 февраля 2014  | 15,86              | 20 мая 2014     | 11,69            | 2013—2014 | 7               | 14,57           |
| 7     | Понедельник 20:00 Вторник 20:00                                                                      | 27      | 22 сентября 2014 | 12,95              | 16 декабря 2014 | 12,88            | 2014—2015 | 12              | 13,8            |
| 8     | Понедельник 20:00 Вторник 20:00                                                                      | 28      | 23 февраля 2015  | 13,97              | 19 мая 2015     | 11,56            | 2014—2015 | 12              | 13,8            |
| 9     | Понедельник 20:00 Вторник 20:00 (вып. 2, 4, 6, 16—27) Вторник 21:00 (вып. 8, 10, 12, 14)             | 27      | 21 сентября 2015 | 12,37              | 15 декабря 2015 | 12,69            | 2015—2016 | 9               | 13,33           |
| 10    | Понедельник 20:00 Вторник 20:00                                                                      | 28      | 29 февраля 2016  | 13,33              | 24 мая 2016     | 10,59            | 2015—2016 | 9               | 13,33           |
| 11    | Понедельник 20:00 Вторник 20:00                                                                      | 26      | 19 сентября 2016 | 12,1               | 13 декабря 2016 | 12,14            | 2016—2017 | 13              | 12,4            |
| 12    | Понедельник 20:00 Вторник 20:00                                                                      | 28      | 27 февраля 2017  | 13,03              | 23 мая 2017     | 9,35             | 2016—2017 | 13              | 12,4            |
| 13    | Понедельник 20:00 Вторник 20:00                                                                      | 27      | 25 сентября 2017 | 10,57              | 19 декабря 2017 | 10,91            | 2017—2018 | 14              | 11,85           |
| 14    | Понедельник 20:00 Вторник 20:00                                                                      | 28      | 26 февраля 2018  | 12,31              | 22 мая 2018     | 8,77             | 2017—2018 | 14              | 11,85           |
| 15    | Понедельник 20:00 Вторник 20:00                                                                      | 26      | 24 сентября 2018 | 9,66               | 18 декабря 2018 | 9,89             | 2018—2019 | 20              | 10.71           |
| 16    | Понедельник 20:00 Вторник 20:00 (вып. 2, 4, 11, 13) Вторник 21:00 (вып. 15, 17, 19, 21, 23)          | 23      | 25 февраля 2019  | 10,77              | 21 мая 2019     | 7,42             | 2018—2019 | 20              | 10.71           |
| 17    | Понедельник 20:00 Вторник 20:00Вторник 21:00 (вып. 22, 24, 26)                                       | 26      | 23 сентября 2019 | 8,93               | 17 декабря 2019 | 8,66             | 2019—2020 | 16              | 10.23           |

### Комментарии
1. ↑  в 20 сезоне отсутствовала на этапе «Поединки», наставником-заместителем стала Келси Баллерини – наставник этапа «Камбэк» 15 сезона и будущий наставник 27 сезона
2. ↑  в 24 сезоне отсутствовал на этапе «Плей-офф», наставниками-заместителеми стали дуэт Dan + Shay – будущие наставники 25 сезона